# Liste des titres Que sais-je ? (2501-...)
Cet article liste les titres de la collection Que sais-je ? à partir du numéro 2 501. Pour ceux qui précèdent, voir Liste des titres Que sais-je ? (1-2500).

## Numéros 2501 à 3000
- 2501. L'endettement international (Pawel H. Dembinski, 1re éd. 1989)
- 2502. L'économie des services (François Ecalle, 1re éd. 1989)
- 2503. Histoire du mouvement psychanalytique (Jacquy Chemouni, 1re éd. 1990)
- 2504. La parapharmacie (Jean-René Delcaire, Jean-Marie Auby, 1re éd. 1989)
- 2505. Le tourisme dans la Communauté européenne (Robert Hollier, Alexandra Subrémon, 1re éd. 1990)
- 2506. Les écoles historiques (Guy Thuillier, Jean Tulard, 1re éd. 1990)
- 2507. L'actionnariat des salariés (Alain Couret, Gérard Hirigoyen, 1re éd. 1990)
- 2508. La transe (Georges Lapassade, 1re éd. 1990)
- 2509. L'évolution et les évolutionnismes (Denis Buican, 1re éd. 1989)
- 2510. Histoire de l'informatique (Jean-Yvon Birrien, 1re éd. 1990)
- 2511. Le système antarctique (Alain Gandolfi, 1re éd. 1989)
- 2512. Le droit israélien (Claude Klein, 1re éd. 1990)
- 2513. La convention européenne des droits de l'homme (Frédéric Sudre, 1re éd. 1990, 2e éd. 1992, 7e éd. 2008, 10e éd. 28 octobre 2015)
- 2514. Théorie de la littérature (Stéphane Santerres-Sarkany, 1re éd. 1990)
- 2515. La Nouvelle-Calédonie (Jean-Luc Mathieu, 1re éd. 1989)
- 2516. Le merchandising (Armand Dayan, Annie Troadec, Loïc Troadec, 1re éd. 1990)
- 2517. Le grand marché européen de 1993 (Armand Bizaguet, 1re éd. 1990, 4e éd. refondue sous le titre Le grand marché européen 1993)
- 2518. L'art médiéval (Xavier Barral i Altet, 1re éd. 1991, 2e éd. 1993, 3e éd. 2001, 4e éd. 2003, 5e éd. 2011, 6e éd. 2020, 7e éd. 2024)
- 2519. Les sectes (Jean Vernette, 1re éd. 1990) — Les sectes (Nathalie Luca, 1re éd. 2004)
- 2520. Histoire des échecs (Michel Roos, 1re éd. 1990)
- 2521. Histoire de l'alcool (Pierre Fouquet, Martine de Borde, 1re éd. 1990)
- 2522. Le droit social européen (Xavier Prétot, 1re éd. 1990)
- 2523. La littérature grecque d'Alexandre à Justinien (Suzanne Saïd, 1re éd. 1990)
- 2524. Les méthodes de l'urbanisme (Jean-Paul Lacaze, 1re éd. 1990)
- 2525. La Constitution française : français, anglais, allemand, espagnol, italien (Olivier Duhamel, Anne De Moor, 1re éd. 1992)
- 2526. La littérature rabbinique (Maurice-Ruben Hayoun, 1re éd. 1990)
- 2527. Histoire de la statistique (Jean-Jacques Droesbeke, Philippe Tassi, 1re éd. 1990, 2e éd. 1997)
- 2528. L'anthropologie juridique (Norbert Rouland, 1re éd. 1990)
- 2529. Le Sénat (Jacques Baguenard, 1re éd. 1990)
- 2530. L'économie céréalière mondiale (Hubert François, 1re éd. 1990)
- 2531. Le complexe de castration (André Green, 1re éd. 1990)
- 2532. La planification française (Émile Quinet, 1re éd. 1990)
- 2533. Durkheim (José-A. Prades, 1re éd. 1990)
- 2534. Les politiques publiques (Pierre Muller, 1re éd. 1990)
- 2535. Le management interculturel (Franck Gauthey, Dominique Xardel, 1re éd. 1990) — Le management interculturel (Sylvie Chevrier, 1re éd. 2003)
- 2536. L'antiparlementarisme en France (Jean Defrasne, 1re éd. 1990)
- 2537. La prédestination (Francis Ferrier, 1re éd. 1990)
- 2538. Textes sur les droits de l'homme (Philippe Ardant, 1re éd. 1990)
- 2539. Le minitel (Jean-Yves Rincé, 1re éd. 1990)
- 2540. L'histoire littéraire (Clément Moisan, 1re éd. 1990)
- 2541. Les centres commerciaux (Jean-Luc Koehl, 1re éd. 1990)
- 2542. L'audit interne des banques (Antoine Sardi, 1re éd. 1990)
- 2543. L'investissement (Jean-Paul Betbèze, 1re éd. 1990)
- 2544. Le comité d'éthique (Claire Ambroselli, 1re éd. 1990)
- 2545. Le Conseil supérieur de la magistrature (Thierry Ricard, 1re éd. 1990)
- 2546. La démographie (Jean-Claude Chesnais, 1re éd. 1990)
- 2547. Les zones d'entreprises (Claude Heurteux, 1re éd. 1990)
- 2548. L'endettement du Tiers-Monde (Jean-Claude Berthélemy, 1re éd. 1990)
- 2549. La chronopsychologie (Pierre Leconte, Claire Lambert, 1re éd. 1990)
- 2550. Le financement de la vie politique (Yves-Marie Doublet, 1re éd. 1990)
- 2551. Schopenhauer (Édouard Sans, 1re éd. 1990)
- 2552. Le yiddish (Jean Baumgarten, 1re éd. 1990)
- 2553. La pensée politique du Japon contemporain (1868-1989) (Pierre Lavelle, 1re éd. 1990)
- 2554. Les Verts (Guillaume Sainteny, 1re éd. 1991, 3e éd. 1997)
- 2555. L'industrie cinématographique française (Antoine Virenque, 1re éd. 1990) — L'industrie du cinéma (Joëlle Farchy, 1re éd. 2004)
- 2556. Les personnes handicapées (Claude Hamonet, 1re éd. 1990)
- 2557. Le risque-pays (Bernard Marois, 1re éd. 1990)
- 2558. Adler et l'adlérisme (Georges Mormin, 1re éd. 1990)
- 2559. Les institutions locales en Europe (Alain Delcamp, 1re éd. 1990)
- 2560. Le calcul différentiel complexe (Daniel Leborgne, 1re éd. 1991)
- 2561. Les indices boursiers et les marchés d'indice boursier (Pascal Gobry, 1re éd. 1990)
- 2562. Les décisions du Conseil constitutionnel (Philippe Ardant, 1re éd. 1990)
- 2563. Le freudisme (Paul-Laurent Assoun, 1re éd. 1990)
- 2564. Ethnologie de l'Europe (Jean Cuisenier, 1re éd. 1990)
- 2565. Les procédures fiscales (Daniel Richter, 1re éd. 1990)
- 2566. Les Cours administratives d'appel (Michel Gentot, Henri Oberdorff, 1re éd. 1991)
- 2567. La communication (Lucien Sfez, 1re éd. 1991)
- 2568. La politique agricole commune (Frédéric Teulon, 1re éd. 1991)
- 2569. Les politiques économiques conjoncturelles (Bernard Maris, Alain Couret, 1re éd. 1991)
- 2570. Générations et âges de la vie (Claudine Attias-Donfut, 1re éd. 1991)
- 2571. L'orthophonie en France (Jean-Marc Kremer, Emmanuelle Lederlé, 1re éd. 1991)
- 2572. Le contrôle de la circulation aérienne (Georges Maignan, 1re éd. 1991)
- 2573. Le hand-ball (Claude Bayer, 1re éd. 1991)
- 2574. Le développement de l'enfant (Liliane Maury, 1re éd. 1991)
- 2575. Le stress (Jean-Benjamin Stora, 1re éd. 1991)
- 2576. La naissance du français (Bernard Cerquiglini, 1re éd. 1991)
- 2577. Les parcs de loisirs (Robert Lanquar, 1re éd. 1991)
- 2578. Les expertises médicales (Michel Godfryd, 1re éd. 1991)
- 2579. La dépression (Henri Lôo, Pierre Lôo, 1re éd. 1991)
- 2580. Les anarchistes de droite (François Richard, 1re éd. 1991)
- 2581. Les mutilations sexuelles (Michel Erlich, 1re éd. 1991)
- 2582. Les caisses d'épargne (Daniel Duet, 1re éd. 1991)
- 2583. La politique (Nicolas Tenzer, 1re éd. 1991)
- 2584. Les pays baltes : Estonie, Lettonie, Lituanie (Pascal Lorot, 1re éd. 1991)
- 2585. Le président des États-Unis (Patrick Gérard, 1re éd. 1991)
- 2586. Le despotisme éclairé (Jean Meyer, 1re éd. 1991)
- 2587. La politique régionale de la C.E.E. (Yves Doutriaux, 1re éd. 1991)
- 2588. Kierkegaard (Olivier Cauly, 1re éd. 1991)
- 2589. La gestion publique (Antoine Giscard d'Estaing, 1re éd. 1991)
- 2590. Histoire de la psychanalyse en France (Jacquy Chemouni, 1re éd. 1991)
- 2591. Les méthodes qualitatives (Alex Mucchielli, 1re éd. 1991) — Les méthodes qualitatives (Sophie Alami, Dominique Desjeux, Isabelle Garabuau-Moussaoui, 1re éd. 2009)
- 2592. Les soins palliatifs (Monique Tavernier, 1re éd. 1991, 4e éd. 2000)
- 2593. La chasse en France (Philippe Waguet, Annie Charlez-Coursault, 1re éd. 1991)
- 2594. La chouannerie (Gabriel Du Pontavice, 1re éd. 1991)
- 2595. La philosophie médiévale juive (Maurice-Ruben Hayoun, 1re éd. 1991)
- 2596. Bergson (Jean-Louis Vieillard-Baron, 1re éd. 1991)
- 2597. Migrants et réfugiés (Jean-Luc Mathieu, 1re éd. 1991)
- 2598. Les sociétés holdings (Alain Couret, Didier Martin, 1re éd. 1991, 2e éd. 1997)
- 2599. L'écu (Gérard Bekerman, Michèle Saint-Marc, 1re éd. 1991, 3e éd. refondue sous le titre L'euro 1997)
- 2600. Histoire des universités françaises (Jacques Minot, 1re éd. 1991)
- 2601. Histoire de la littérature française (Renée Balibar, 1re éd. 1991)
- 2602. La construction de la sociologie (Jean-Michel Berthelot, 1re éd. 1991)
- 2603. L'anorexie et la boulimie chez l'adolescent (Henri Chabrol, 1re éd. 1991)
- 2604. L'éthique financière (Jean-François Daigne, 1re éd. 1991)
- 2605. Contributions indirectes et monopoles fiscaux (Stéphane Lavigne, 1re éd. 1991)
- 2606. Le vin (Pascal Ribéreau-Gayon, 1re éd. 1991)
- 2607. Économie de la communication TV-radio (Jean-Pierre Paul, 1re éd. 1991)
- 2608. Textes de contentieux administratif (Bernard Poujade, 1re éd. 1991)
- 2609. Les villes nouvelles en France (Pierre Merlin, 1re éd. 1991)
- 2610. Les partis religieux en Israël (Julien Bauer, 1re éd. 1991, 2e éd. 1998)
- 2611. Les produits allégés (Josiane Mongeot, 1re éd. 1991)
- 2612. La CAO - Le DAO (Michel Loyer, 1re éd. 1991)
- 2613. Le droit des traités (Jean Combacau, 1re éd. 1991)
- 2614. Le travail (Pierre Bouvier, 1re éd. 1991) — Le travail (Dominique Méda, 1re éd. 2004, 5e éd. 4 novembre 2015)
- 2615. Le métier d'historien (Guy Thuillier, Jean Tulard, 1re éd. 1991)
- 2616. Le droit pénal des mineurs (Jean-François Renucci, 1re éd. 1991)
- 2617. Le Fonds monétaire international (Michel Lelart, 1re éd. 1991)
- 2618. L'harmonisation fiscale européenne (Dominique Villemot, 1re éd. 1991)
- 2619. Le rhythm and blues (Francis Hofstein, 1re éd. 1991)
- 2620. Les critiques de la psychanalyse (Renée Bouveresse-Quilliot, Roland Quilliot, 1re éd. 1991)
- 2621. Histoire de la spiritualité (Raymond Darricau, Bernard Peyrous, 1re éd. 1991)
- 2622. La Commission des opérations de bourse (Marie-Claude Robert, Béatrice Labboz, 1re éd. 1991)
- 2623. Le design industriel (Denis Schulmann, 1re éd. 1991)
- 2624. Vocabulaire économique (Frédéric Teulon, 1re éd. 1991)
- 2625. Les marchés publics européens (Jean-Pierre Gohon, 1re éd. 1991)
- 2626. Le MATIF (Florin Aftalion, Patrice Poncet, 1re éd. 1991)
- 2627. L'économie des temps modernes (Henri Legohérel, 1re éd. 1991)
- 2628. Vocabulaire monétaire et financier (Frédéric Teulon, 1re éd. 1991, 3e éd. 1996)
- 2629. Texte, hypertexte, hypermédia (Roger Laufer, Domenico Scavetta, 1re éd. 1992)
- 2630. Le marché de l'art (Michel Hoog, Emmanuel Hoog, 1re éd. 1991)
- 2631. Averroès et l'averroïsme (Maurice-Ruben Hayoun, Alain de Libera, 1re éd. 1991)
- 2632. L'agriculture biologique (Catherine de Silguy, 1re éd. 1991, 2e éd. 1997)
- 2633. La Contre-Révolution (Louis-Marie Clénet, 1re éd. 1991)
- 2634. La science de la communication (Judith Lazar, 1re éd. 1992, 3e éd. 1996)
- 2635. Les procréations médicalement assistées (René Frydman, 1re éd. 1991, 2e éd. en collaboration avec Samir Hamamah et François Olivennes 1997, 3e éd. refondue sous le titre L'assistance médicale à la procréation en collaboration avec Nelly Achour-Frydman, Renato Fanchin et Gérard Tachdjian 2004)
- 2636. La protection internationale de l'environnement (Jean-Luc Mathieu, 1re éd. 1991)
- 2637. Les options de change (Marc Chesney, Henri Loubergé, 1re éd. 1992)
- 2638. La numismatique (Cécile Morrisson, 1re éd. 1992)
- 2639. L'École de Chicago (Alain Coulon, 1re éd. 1992)
- 2640. Le ragtime (Jacques-Bernard Hess, 1re éd. 1992)
- 2641. Les politiques de l'emploi (Geneviève Grangeas, Jean-Marie Le Page, 1re éd. 1992)
- 2642. Les petites et moyennes entreprises (Armand Bizaguet, 1re éd. 1991, 2e éd. 1993)
- 2643. Le droit des élections politiques (Jean-Claude Masclet, 1re éd. 1992)
- 2644. Le média-planning (Thierry Fabre, 1re éd. 1992)
- 2645. L'inceste (Jacques -Dominique de Lannoy, Pierre Feyereisen, 1re éd. 1992) — L'inceste (Hélène Parat, 1re éd. 2004)
- 2646. La gestion des ressources humaines (Jean-Marc Le Gall, 1re éd. 1992, 3e éd. 1994, 4e éd. 1996, 5e éd. 1998, 6e éd. 2002, 7e éd. 2007, 8e éd. 2011, 9e éd. 2015, 10e éd. 2018, 11e éd. 2023)
- 2647. Le Conseil général (Jacques Bourdon, Jean-Marie Pontier, 1re éd. 1992)
- 2648. Hollywood (Daniel Royot, 1re éd. 1992)
- 2649. Introduction à l'économie (Frédéric Teulon, 1re éd. 1992)
- 2650. La philosophie des valeurs (Jean-Paul Resweber, 1re éd. 1992)
- 2651. Le théâtre national de l'Opéra de Paris (Jean-Philippe Saint-Geours, 1re éd. 1992)
- 2652. La communication politique (Jacques Gerstlé, 1re éd. 1992)
- 2653. La négociation collective (Guy Caire, 1re éd. 1992)
- 2654. Sicav et fonds commun de placement, les OPCVM en France (Georges Gallais-Hamonno, 1re éd. 1992)
- 2655. La détention provisoire (Bernard Callé, 1re éd. 1992)
- 2656. La didactique du français (Jean-Maurice Rosier, 1re éd. 1992, 2e éd. 2002)
- 2657. Le patrimoine industriel (Jean-Yves Andrieux, 1re éd. 1992)
- 2658. L'audiovisuel au Japon (Philippe Berthet, Jean-Claude Redonnet, 1re éd. 1992)
- 2659. Les expositions universelles (Florence Pinot de Villechenon, 1re éd. 1992)
- 2660. Hippocrate (Laurent Ayache, 1re éd. 1992)
- 2661. La conférence sur la sécurité en Europe (Emmanuel Decaux, 1re éd. 1992)
- 2662. La défense de l'environnement en France (Jean-Luc Mathieu, 1re éd. 1992)
- 2663. La médiation familiale (Lucienne Topor, 1re éd. 1992)
- 2664. L'aménagement urbain (Denis Rousseau, Georges Vauzeilles, 1re éd. 1992)
- 2665. L'informatique dans l'entreprise (Andrée Muller, 1re éd. 1992)
- 2666. La littérature française sous le Consulat et l'Empire (Béatrice Didier, 1re éd. 1992)
- 2667. L'environnement (Jacques Vernier, 1re éd. 1992, 3e éd. 1993, 4e éd. 1995, 5e éd. 2001, 6e éd. 2001, 7e éd. 2003, 8e éd. 2007, 9e éd. 2009, 10e éd. 2011, 11e éd. 2023)
- 2668. Le tunnel sous la Manche (Jérôme Spick, 1re éd. 1992)
- 2669. Le risque technologique (Alain Leroy, Jean-Pierre Signoret, 1re éd. 1992)
- 2670. Les droits de l'animal (Georges Chapouthier, 1re éd. 1992)
- 2671. L'art contemporain (Anne Cauquelin, 1re éd. 1992)
- 2672. Les prélèvements obligatoires (Alain Euzéby, 1re éd. 1992)
- 2673. La paralittérature (Alain-Michel Boyer, 1re éd. 1992)
- 2674. Le New Age (Jean Vernette, 1re éd. 1992)
- 2675. La littérature maghrébine d'expression française (Jean Déjeux, 1re éd. 1992)
- 2676. Histoire du vin (Jean-François Gautier, 1re éd. 1992)
- 2677. Les transsexuels (Louis-Edmond Pettiti, 1re éd. 1992)
- 2678. Sociologie du corps (David Le Breton, 1re éd. 1992, 2e éd. 1994, 3e éd. 1997, 4e éd. 2000, 5e éd. 2002, 6e éd. 2008, 7e éd. 2010, 8e éd. 2012, 9e éd. 2016, 10e éd. 2018, 11e éd. 2023)
- 2679. Les OPA (Alain Couret, Gérard Hirigoyen, Jérôme Caby, 1re éd. 1992)
- 2680. Les personnes (Alain Sériaux, 1re éd. 1992)
- 2681. Le logiciel système (Thierry Falissard, 1re éd. 1992)
- 2682. Les services d'aide psychologique par téléphone (Stéfan Jaffrin, 1re éd. 1992)
- 2683. Le refoulement (Claude Le Guen, 1re éd. 1992, 2e éd. 1997)
- 2684. L'intuitionnisme (Jean Largeault, 1re éd. 1992
- 2685. Les médias du futur (Frédéric Vasseur, 1re éd. 1992, 3e éd. 1996)
- 2686. La Légion Étrangère (André-Paul Comor, 1re éd. 1992)
- 2687. Le luxe (Jean Castarède, 1re éd. 1992)
- 2688. Le pragmatisme (Pierre Gauchotte, 1re éd. 1992)
- 2689. Histoire locale et régionale (Guy Thuillier, Jean Tulard, 1re éd. 1992)
- 2690. Les sources du droit du travail (Bertrand Mathieu, 1re éd. 1992)
- 2691. Histoire de la sémiotique (Anne Hénault, 1re éd. 1992)
- 2692. Élites et élitisme (Giovanni Busino, 1re éd. 1992)
- 2693. L'épilepsie (Pierre Jallon, 1re éd. 1992, 3e éd. 2002)
- 2694. Les fondations (Charles Debbasch, Pierre Langeron, 1re éd. 1992)
- 2695. Le développement libidinal (Bernard Brusset, 1re éd. 1992)
- 2696. La gérontologie (Christophe de Jaeger, 1re éd. 1992)
- 2697. La libre circulation des personnes dans la CEE (Henri de Lary, 1re éd. 1992)
- 2698. Le boulangisme (Jean Garrigues, 1re éd. 1992)
- 2699. La gestion de patrimoine (Bruno Pays, 1re éd. 1992)
- 2700. Les toxicomanies de l'adolescent (Henri Chabrol, 1re éd. 1992)
- 2701. L'informatisation des villes (Gabriel Dupuy, 1re éd. 1992)
- 2702. La logique floue (Bernadette Bouchon-Meunier, 1re éd. 1993)
- 2703. Le droit de la personnalité (Bernard Beignier, 1re éd. 1992)
- 2704. L'entreprise en réseau (Gille Paché, Claude Paraponaris, 1re éd. 1993)
- 2705. La politique étrangère de la Ve République (Paul-Marie de la Gorce, Armand-Denis Schor, 1re éd. 1992)
- 2706. L'orléanisme (Hervé Robert, 1re éd. 1992)
- 2707. L'investissement dans l'intelligence (Christine Afriat, 1re éd. 1992)
- 2708. Cromwell, la révolution d'Angleterre et la guerre civile (Jean-Pierre Poussou, 1re éd. 1993)
- 2709. Le procès administratif (Pierre Fanachi, 1re éd. 1993)
- 2710. La science et les sciences (Gilles-Gaston Granger, 1re éd. 1993)
- 2711. La philosophie de Pascal (Jean Brun, 1re éd. 1992)
- 2712. Histoire de l'individualisme (Alain Laurent, 1re éd. 1993)
- 2713. La nouvelle macroéconomie classique (Henry Lamotte, Jean-Philippe Vincent, 1re éd. 1993)
- 2714. Les bibliothèques universitaires (Jean-Pierre Casseyre, Catherine Gaillard, 1re éd. 1992, 2e éd. 1996)
- 2715. Les transmissions d'entreprises (Yves Chaput, 1re éd. 1993)
- 2716. Histoire de la guerre sainte (Jacques G. Ruelland, 1re éd. 1993)
- 2717. L'apprentissage de l'oral et de l'écrit (Andrée Girolami-Boulinier, 1re éd. 1993)
- 2718. Le Code civil (Jean-Michel Poughon, 1re éd. 1992)
- 2719. Les télévisions en Europe (Hervé Michel, Anne-Laure Angoulvent, 1re éd. 1992)
- 2720. La sociologie du langage (Pierre Achard, 1re éd. 1993)
- 2721. La pêche en France (Bernard Breton, 1re éd. 1993)
- 2722. La vulgarisation scientifique (Pierre Laszlo, 1re éd. 1993)
- 2723. Les radiocommunications (Jean-Pierre Manguian, 1re éd. 1993)
- 2724. Le management public (Viriato-Manuel Santo, Pierre-Éric Verrier, 1re éd. 1993)
- 2725. Solitude et société (Michel Hannoun, 1re éd. 1993)
- 2726. L'empire Disney (Robert Lanquar, 1re éd. 1992)
- 2727. La scientométrie (Michel Callon, Jean-Pierre Courtial, Hervé Penan, 1re éd. 1993)
- 2728. La villégiature romaine (Jean-Marie André, 1re éd. 1993)
- 2729. Les institutions sportives (Colin Miège, 1re éd. 1993)
- 2730. Les textes du droit de l'espace (Pierre-Marie Martin, 1re éd. 1993)
- 2731. La sociolinguistique (Louis-Jean Calvet, 1re éd. 1993)
- 2732. Pythagore et les pythagoriciens (Jean-François Mattéi, 1re éd. 1993)
- 2733. La défense internationale des Droits de l'Homme (Jean-Luc Mathieu, 1re éd. 1993, 2e éd. 1998)
- 2734. La République (Nicolas Tenzer, 1re éd. 1993)
- 2735. L'accès à la justice (André Rials, 1re éd. 1993)
- 2736. La Comédie-Française (Patrick Devaux, 1re éd. 1993)
- 2737. La liberté (Roland Quilliot, 1re éd. 1993) — La liberté (Frédéric Laupies, 1re éd. 2004)
- 2738. La systémique sociale (Jean-Claude Lugan, 1re éd. 1993)
- 2739. Vocabulaire psychologique et psychiatrique (Michel Godfryd, 1re éd. 1993)
- 2740. Médecine fœtale et diagnostic anténatal (René Frydman, Michèle Vial, Yves Ville, 1re éd. 1993)
- 2741. Histoire de la décentralisation (Pierre Bodineau, Michel Verpeaux, 1re éd. 1993, 2e éd. 1997)
- 2742. La salsa et le latin jazz (Isabelle Leymarie, 1re éd. 1993)
- 2743. La presse économique et financière (Jacques Henno, 1re éd. 1993)
- 2744. Textes constitutionnels sur le référendum (Stéphane Diémert, 1re éd. 1993)
- 2745. L'architecture islamique (Henri Stierlin, 1re éd. 1993)
- 2746. L'enseignement privé en France (Sabine Monchambert, 1re éd. 1993) — L'enseignement privé en France (Bruno Poucet, 1re éd. 2012)
- 2747. L'affacturage (Jean-Pierre Deschanel, Laurent Lemoine, 1re éd. 1993)
- 2748. Le nouvel ordre international (Catherine Kaminsky, Simon Kruk, 1re éd. 1993)
- 2749. Les vacances (André Rauch, 1re éd. 1993)
- 2750. L'après-guerre froide dans le monde (Charles Zorgbibe, 1re éd. 1993)
- 2751. La liberté d'expression (Jean Morange, 1re éd. 1993)
- 2752. Histoire de la perestroïka : l'URSS sous Gorbatchev, 1985-1991  (Pascal Lorot, 1re éd. 1993)
- 2753. Le viol (Gérard Lopez, Gina Piffaut-Filizzola, 1re éd. 1993, 2e éd. 1996)
- 2754. La neuropsychologie cognitive (Xavier Seron, 1re éd. 1993, 5e éd. 2002)
- 2755. La littérature chinoise moderne (Paul Bady, 1re éd. 1993)
- 2756. La culture d'entreprise (Maurice Thévenet, 1re éd. 1993, 2e éd. 1994, 3e éd. 1999, 4e éd. 2003, 5e éd. 2006, 6e éd. 2010, 7e éd. 2015, 8e éd. 2023)
- 2757. Le KGB : des origines à nos jours (Nadine Marie, 1re éd. 1993)
- 2758. L'unification monétaire en Europe (Robert Raymond, 1re éd. 1993)
- 2759. La presse d'entreprise (Jacques Lambert, 1re éd. 1993)
- 2760. Les histoires de vie (Gaston Pineau, Jean-Louis Le Grand, 1re éd. 1993)
- 2761. La police en France (Jean-Jacques Glaizal, 1re éd. 1993) — Les polices en France : sécurité publique et opérateurs privés (Alain Bauer, André-Michel Ventre, 1re éd. 2001)
- 2762. Les fonctionnaires internationaux (Alain Pellet, 1re éd. 1993)
- 2763. Sciences et techniques à Rome (Raymond Chevallier, 1re éd. 1993)
- 2764. Les religiosités séculaires (Albert Piette, 1re éd. 1993)
- 2765. Sociologie du sport (Raymond Thomas, 1re éd. 1993) — Sociologie du sport (Pascal Duret, 1re éd. 2008)
- 2766. Le rire (Éric Smadja, 1re éd. 1993)
- 2767. La télévision française : 1986-1992 (Jean-Emmanuel Cortade, 1re éd. 1993)
- 2768. L'économie de marché (Jean Rivoire, 1re éd. 1994)
- 2769. Les théories de la bureaucratie (Giovanni Busino, 1re éd. 1993)
- 2770. Psychologie des conduites à projet (Jean-Pierre Boutinet, 1re éd. 1993)
- 2771. Les prestations familiales (Philippe Steck, 1re éd. 1993)
- 2772. Le travail temporaire (Daniel Marchand, Éric Marie de Ficquelmont, 1re éd. 1993)
- 2773. L'Île-de-France (Jean Robert, 1re éd. 1994)
- 2774. Textes de stratégie nucléaire (Charles Zorgbibe, 1re éd. 1993)
- 2275. La Biélorussie (Bruno Drweski, 1re éd. 1993)
- 2776. Histoire des DOM-TOM (Jean-Luc Mathieu, 1re éd. 1993)
- 2777. L'électricité nucléaire (Rémy Carle, 1re éd. 1993)
- 2778. Rachi (Victor Malka, 1re éd. 1993)
- 2779. La qualité (Lucien Cruchant, 1re éd. 1993)
- 2780. L'imagerie mentale (Xavier Lameyre, 1re éd. 1993)
- 2781. L'affaire Kennedy (Thierry Lentz, 1re éd. 1993)
- 2782. L'avionique (Pierre Germain, 1re éd. 1993)
- 2783. La description (Jean-Michel Adam, 1re éd. 1993)
- 2784. L'immobilier d'entreprise (Claude Heurteux, 1re éd. 1993)
- 2785. Marketing et réseaux d'entreprises (Ghislaine Cestre, Dominique Xardel, 1re éd. 1993)
- 2786. L'éducation comparée (Henk van Daele, 1re éd. 1993)
- 2787. Sociologie du couple (Jean-Claude Kaufmann, 1re éd. 1993)
- 2788. Le système des castes (Robert Deliège, 1re éd. 1993)
- 2789. Le produit (Jacques Brenot, 1re éd. 1993)
- 2790. Textes de philosophie politique classique (de la Renaissance à la Révolution) (Blandine Kriegel, 1re éd. 1993)
- 2791. Les negro spirituals et les gospel songs (Robert Sacré, 1re éd. 1993)
- 2792. La politique extérieure du Japon (François Joyaux, 1re éd. 1993)
- 2793. Le principe de subsidiarité (Chantal Delsol, 1re éd. 1993)
- 2794. L'Encyclopédie (Madeleine Pinault, 1re éd. 1993)
- 2795. Histoire du pétrole (Étienne Dalemont, Jean Carrié, 1re éd. 1993)
- 2796. Le colinguisme (Renée Balibar, 1re éd. 1993)
- 2797. Environnement et radioactivité (Colette Chassard-Bouchaud, 1re éd. 1993)
- 2798. La politique extérieure et sociale de la Ve République (Armand-Denis Schor, 1re éd. 1993)
- 2799. Les territoires d'Outre-Mer (Yves Pimont, 1re éd. 1994)
- 2800. L'infographie (Béatrice Poinssac, 1re éd. 1994)
- 2801. Les réseaux et leurs enjeux sociaux (Henry Bakis, 1re éd. 1993)
- 2802. Les eaux minérales (Jean-François Auby, 1re éd. 1994)
- 2803. Le cinéma français sous l'Occupation (Jean-Pierre Bertin-Maghit, 1re éd. 1994)
- 2804. Le travail intérimaire (Guy Caire, 1re éd. 1993)
- 2805. Le redressement d'entreprise (Jean-François Daigne, 1re éd. 1993)
- 2806. Le droit naturel (Alain Sériaux, 1re éd. 1993)
- 2807. La nouvelle psychologie (Alex Mucchielli, 1re éd. 1993)
- 2808. La chanson de geste (François Suard, 1re éd. 1993)
- 2809. Le télétravail (Raymond-Marin Lemesle, Jean-Claude Marot, 1re éd. 1994)
- 2810. La maîtrise de l'énergie (Jean-Baptiste Lesourd, Jean-Yves Faberon, 1re éd. 1994)
- 2811. L'arme économique dans les relations internationales (Marie-Hélène Labbé, 1re éd. 1994)
- 2812. Le métier de médecin (Georges Tchobroutsky, Olivier Wong, 1re éd. 1993)
- 2813. L'après-guerre froide en Europe (Charles Zorgbibe, 1re éd. 1993)
- 2814. La politique de santé en France (Bernard Bonnici, 1re éd. 1993)
- 2815. L'économie de l'Indonésie (Bernard Dorléans, 1e éd. 1994)
- 2816. L'administration de la justice en France (Thierry Renoux, André Roux, 1re éd. 1994)
- 2817. La philosophie cognitive (Angèle Kremer-Marietti, 1re éd. 1994)
- 2818. La ponctuation (Nina Catach, 1re éd. 1994, 2e éd. 1996)
- 2819. L'Académie Goncourt (Michel Caffier, 1re éd. 1994)
- 2820. Le sperme (Gérard Tixier, 1re éd. 1994)
- 2821. Histoire de l'Asie Centrale (Vincent Fourniau, 1re éd. 1994)
- 2822. Histoire des forces nucléaires françaises depuis 1945 (Marcel Duval, Dominique Mongin, 1re éd. 1993)
- 2823. Histoire de l'enfer (Georges Minois, 1re éd. 1994)
- 2824. L'art naïf (Charles Schaettel, 1re éd. 1994)
- 2825. Les groupes économiques japonais (Maurice Moreau, 1re éd. 1994)
- 2826. L'équipement médico-social de la France (Amédée Thévenet, 1re éd. 1994)
- 2827. Les dinosaures (Éric Buffetaut, 1re éd. 1994)
- 2828. Les options négociables (Jean Berthon, Georges Gallais-Hamonno, 1re éd. 1994)
- 2829. Le scepticisme (Frédéric Cossutta, 1re éd. 1994)
- 2830. Les juifs hassidiques (Julien Bauer, 1re éd. 1994)
- 2831. Histoire du droit sanitaire français (Vincent-Pierre Comiti, 1re éd. 1994)
- 2832. Les grandes compagnies des Indes Orientales (XVIe – XIXe siècles) (Michel Morineau, 1re éd. 1994)
- 2833. Histoire de la littérature catalane (Jordi Bonells, 1re éd. 1994)
- 2834. La pensée éthique contemporaine (Jacqueline Russ, 1re éd. 1994)
- 2835. La psychologie fondamentale (Claude-Marcel Prévost, 1re éd. 1994)
- 2836. Les Conseils économiques et sociaux (Pierre Bodineau, 1re éd. 1994)
- 2837. La peine et le droit (Frédéric-Jérôme Pansier, 1re éd. 1994)
- 2838. Les hérésies (Raoul Vaneigem, 1re éd. 1994)
- 2839. Les nouvelles politiques urbaines (Jean-Pierre Gaudin, 1re éd. 1993)
- 2840. Épistémologie du droit (Christian Atias, 1re éd. 1994)
- 2841. L'histoire immédiate (Jean-François Soulet, 1re éd. 1994)
- 2842. Population et développement (Jacques Véron, 1re éd. 1994)
- 2843. Les jumeaux (Jean-Claude Pons, René Frydman, 1re éd. 1994)
- 2844. La conquête spatiale (Jean-Louis Dega, 1re éd. 1994)
- 2845. Les nouveaux instruments financiers (Éric Delattre, 1re éd. 1994)
- 2846. La Mitteleuropa (Jacques Le Rider, 1re éd. 1994)
- 2847. Biologie de la conscience (Jean Delacour, 1re éd. 1994)
- 2848. Le marché de l'histoire (Guy Thuillier, Jean Tulard, 1re éd. 1994)
- 2849. La télégestion (Pierre-Olivier Giffard, 1re éd. 1994)
- 2850. Histoire de la vieillesse (Jean-Pierre Bois, 1re éd. 1994)
- 2851. Histoire de la psychosomatique (Hanna Kamieniecki, 1re éd. 1994)
- 2852. L'audit financier (Jean Raffegeau, Pierre Dufils, Didier de Ménonville, 1re éd. 1994)
- 2853. La protection des logiciels (André Bertrand, 1re éd. 1994)
- 2854. L'art abstrait (Alain Bonfand, 1re éd. 1994)
- 2855. Le Conseil d'État (Yves Robineau, Didier Truchet, 1re éd. 1994)
- 2856. La femme dans la société française (Thierry Blöss, Alain Frickey, 1re éd. 1994, 4e éd. 2001)
- 2857. La psychosynthèse (Monique Pellerin, Micheline Brès, 1re éd. 1994)
- 2858. Henri VIII et le schisme anglican (Jean-Pierre Moreau, 1re éd. 1994)
- 2859. Les stratégies de croissance dans les entreprises (Henry Baumert, 1re éd. 1994)
- 2860. L'économie du Portugal (Michel Drain, 1re éd. 1994)
- 2861. Les jeux vidéo (Bernard Jolivalt, 1re éd. 1994)
- 2862. Les applications de la géologie (René Dars, 1re éd. 1994)
- 2863. Le système politique de la Chine Populaire (Jean-Pierre Cabestan, 1re éd. 1994)
- 2864. La sexologie (Philippe Brenot, 1re éd. 1994)
- 2865. L'évaluation de l'entreprise (Michel Refait, 1re éd. 1994)
- 2866. Le tribunal des conflits (Serge Petit, 1re éd. 1994)
- 2867. Hobbes et la morale politique (Anne-Laure Angoulvent, 1re éd. 1994)
- 2868. Leibniz (Renée Bouveresse, 1re éd. 1994)
- 2869. La biologie de la mémoire (Georges Chapouthier, 1re éd. 1994)
- 2870. Histoire de l'écologie (Pascal Acot, 1re éd. 1994)
- 2871. Le contentieux de l'environnement (Yves-Henri Bonello, Jean-Marc Fédida, 1re éd. 1994)
- 2872. Le droit international de la sécurité sociale (Günter Nagel, Christian Thalamy, 1re éd. 1994)
- 2873. La science de l'information (Yves-François Le Coadic, 1re éd. 1994)
- 2874. Les grands problèmes de population (Jean-Luc Mathieu, 1re éd. 1994)
- 2875. L'économie suisse (Alain Schoenenberger, Milad Zarin-Nejadan, 1re éd. 1994)
- 2876. La sexualité féminine (Jacques André, 1re éd. 1994)
- 2877. Le droit bancaire (Alain Couret, Frédéric Peltier, Jean Devèze, 1re éd. 1994)
- 2878. Les catastrophes climatiques (Pierre Pagney, 1re éd. 1994)
- 2879. La diaspora chinoise (Pierre Trolliet, 1re éd. 1994)
- 2880. Le formalisme russe (Michel Aucouturier, 1re éd. 1994)
- 2881. Le fétichisme (Paul-Laurent Assoun, 1re éd. 1994)
- 2882. Les cosmogonies grecques (Reynal Sorel, 1re éd. 1994)
- 2883. La liturgie juive (Maurice-Ruben Hayoun, 1re éd. 1994)
- 2884. Droit de la communication (Jean-Pierre Chamoux, 1re éd. 1994)
- 2885. La communication touristique (Marc Boyer, Philippe Viallon, 1re éd. 1994)
- 2886. Les maladies mentales de l'adulte (Michel Godfryd, 1re éd. 1994)
- 2887. L'économie des innovations techniques (Alain Bienaymé, 1re éd. 1994)
- 2888. Histoire de l'onanisme (Didier-Jacques Duché, 1re éd. 1994)
- 2889. Les régimes matrimoniaux (Bernard Beignier, 1re éd. 1994)
- 2890. Les grandes dates du droit (François de Fontette, 1re éd. 1994)
- 2891. La pédagogie universitaire (Pol Dupont, Marcelo Ossandon, 1re éd. 1994)
- 2892. Les fondements du contrôle de gestion (Henri Bouquin, 1re éd. 1994)
- 2893. La biologie moléculaire (Jacques Kruh, 1re éd. 1994)
- 2894. Les contraventions de grande voirie (Jean-Marie Perret, 1re éd. 1994)
- 2895. L'urbanisme commercial (Gérard Monédiaire, 1re éd. 1994)
- 2896. Les applications informatiques (Philippe Fabre, 1re éd. 1994)
- 2897. L'Assemblée nationale (Michel Ameller, 1re éd. 1994)
- 2898. La symbolique des nombres (Jean-Pierre Brach, 1re éd. 1994)
- 2899. Le complexe d'Œdipe (Roger Perron, Michèle Perron-Borelli, 1re éd. 1994)
- 2900. Le monument public français (Gilbert Gardes, 1re éd. 1994)
- 2901. L'aquaculture (Philippe Ferlin, 1re éd. 1994)
- 2902. Le droit nucléaire (Jean-Marie Rainaud, 1re éd. 1994)
- 2903. L'œcuménisme (Georges-Henri Tavard, 1re éd. 1994)
- 2904. Histoire de la grammaire française (Jean-Claude Chevalier, 1re éd. 1994, 2e éd. 1996)
- 2905. L'ingénierie culturelle (Claude Mollard, 1re éd. 1994, 3e éd. mise à jour sous le titre L'ingénierie culturelle et l'évaluation des politiques culturelles en France 2009)
- 2906. L'individualisme méthodologique (Alain Laurent, 1re éd. 1994)
- 2907. L'art du Haut-Moyen Âge en Espagne (Henri Stierlin, 1re éd. 1994)
- 2908. La recherche en littérature (Yves Chevrel, 1re éd. 1994)
- 2909. Philosophie et science du temps (Bernard Piettre, 1re éd. 1994)
- 2910. L'analyse financière (Michel Refait, 1re éd. 1994)
- 2911. Le secteur psychiatrique (Marie-Claude George, Yvette Tourne, 1re éd. 1994)
- 2912. La non-violence (Christian Mellon, Jacques Sémelin, 1re éd. 1994)
- 2913. Reconnaissance et validation des acquis (Jacques Aubret, Patrick Gilbert, 1re éd. 1994)
- 2914. La crise rurale (Roger Béteille, 1re éd. 1994)
- 2915. Le financement de la protection sociale (Jean-Marc Dupuis, 1re éd. 1994)
- 2916. Le droit d'ingérence (Charles Zorgbibe, 1re éd. 1994)
- 2917. Le comportement du consommateur (Joël Brée, 1re éd. 1994)
- 2918. La politique de l'Inde (Max Jean Zins, 1re éd. 1994)
- 2919. Histoire de la stratégie militaire depuis 1945 (André Collet, 1re éd. 1994)
- 2920. La coca et la cocaïne (Denis Richard, 1re éd. 1994)
- 2921. La vie associative en France (Jean Defrasne, 1re éd. 1995)
- 2922. Les informations télévisées (Marlène Coulomb-Gully, 1re éd. 1995)
- 2923. La modernité (Alexis Nouss, 1re éd. 1995)
- 2924. Histoire de la santé (André Rauch, 1re éd. 1995)
- 2925. L'Union européenne (Jean-Luc Mathieu, 1re éd. 1994, 2e éd. 1996, 3e éd. 1998)
- 2926. Histoire du journalisme et des journalistes en France : du XVIIe siècle à nos jours (Christian Delporte, 1re éd. 1995)
- 2927. Les jeux de réflexion pure (Pascal Reysset, 1re éd. 1995)
- 2928. Les algorithmes (Patrice Hernert, 1re éd. 1995, 2e éd. 2002)
- 2929. La gestion et la prévention fiscale des PME : centres de gestion et associations agréés (Albert Bovigny, 1re éd. 1995)
- 2930. La médiation (Michèle Guillaume-Hofnung, 1re éd. 1995, 2e éd. 2000, 3e éd. 2005, 4e éd. 2007, 5e éd. 2009, 6e éd. 2011, 7e éd. 2015, 8e éd. 2020, 9e éd. 2023)
- 2931. L'écotoxicologie (Colette Chassard-Bouchaud, 1re éd. 1995)
- 2932. La rémunération globale des salaires (Jean-Paul Juès, 1re éd. 1995)
- 2933. Le plan d'épargne d'entreprise (PEE) (Patrick Turbot, 1re éd. 1994)
- 2934. La grossesse et l'alcool (Philippe Dehaene, 1re éd. 1995)
- 2935. La voie de fait administrative (Serge Petit, 1re éd. 1995)
- 2936. Le droit du cinéma (Jean-Marie Pontier, 1re éd. 1995)
- 2937. La stratégie (Jean-Paul Charnay, 1re éd. 1995)
- 2938. Le cerveau et l'esprit (Jean Delacour, 1re éd. 1995)
- 2939. Le chômage de longue durée (Didier Demazière, 1re éd. 1995)
- 2940. La communication publique (Pierre Zémor, 1re éd. 1995)
- 2941. La simulation et ses techniques (Bernard Jolivalt, 1re éd. 1995)
- 2942. Le droit des transports de personnes (Denis Brousolle, 1re éd. 1995)
- 2943. Vocabulaire de la sociologie (Gilles Ferréol, 1re éd. 1995)
- 2944. Éducation et psychothérapie (Claude-Marcel Prévost, 1re éd. 1995)
- 2945. La politique de la concurrence aux États-Unis (François Souty, 1re éd. 1995)
- 2946. Les phobies (Annie Birraux, 1re éd. 1995) — Les phobies (Paul Denis, 1re éd. 2006)
- 2947. Histoire constitutionnelle anglaise (Georges Lamoine, 1re éd. 1995)
- 2948. La psychanalyse politique (Roger Dadoun, 1re éd. 1995)
- 2949. La formation continue en société post-industrielle (Pierre Goguelin, 1re éd. 1995)
- 2950. La femme à Rome (Guy Achard, 1re éd. 1995)
- 2951. Rôle et statut (Raymond Chappuis, Raymond Thomas, 1re éd. 1995)
- 2952. L'arbitrage (Xavier Linant de Bellefonds, Alain Hollande, 1re éd. 1995)
- 2953. Les fondements de l'eugénisme (Jean-Paul Thomas, 1re éd. 1995)
- 2954. La déconcentration (Olivier Diederichs, Ivan Luben, 1re éd. 1995)
- 2955. L'économie d'Israël (Joseph Klatzmann, Daniel Rouach, 1re éd. 1994)
- 2956. Le génie logiciel (Jacques Printz, 1re éd. 1995)
- 2957. La vente directe à la télévision : téléachat-téléshopping (Sophie de Menthon, 1re éd. 1995)
- 2958. Les relations industrielles (Jean-Paul Juès, 1re éd. 1995)
- 2959. La monnaie unique (Armand-Denis Schor, 1re éd. 1995)
- 2960. La santé (Georges Tchobroutsky, Olivier Wong, 1re éd. 1995)
- 2961. Sociologie des religions (Jean-Paul Willaime, 1re éd. 1995)
- 2962. La médecine indienne (Guy Mazars, 1re éd. 1995)
- 2963. Histoire de l'Union soviétique de Lénine à Staline (1917-1953) (Nicolas Werth, 1re éd. 1995)
- 2964. Histoires de routes de France (Georges Reverdy, 1re éd. 1995)
- 2965. La linguistique diachronique (Jean-Élie Boltanski, 1re éd. 1995)
- 2966. Psychologie de la vie adulte (Jean-Pierre Boutinet, 1re éd. 1995)
- 2967. L'éthique de l'environnement et du développement (José A. Prades, 1re éd. 1995)
- 2968. Le chamanisme (Michel Perrin, 1re éd. 1995)
- 2969. Les épistémologies constructivistes (Jean-Louis Le Moigne, 1re éd. 1995)
- 2970. Les créoles (Robert Chaudenson, 1re éd. 1995)
- 2971. Dante (Marina Marietti, 1re éd. 1995)
- 2972. La métrologie historique (Jean-Claude Hocquet, 1re éd. 1995)
- 2973. La privatisation en Europe de l'Est (Pawel H. Dembinski, 1re éd. 1995)
- 2974. L'investissement foncier en Bourse (Jean-Claude Tournier, 1re éd. 1995)
- 2975. Restaurants et restauration en France (Paulette Girodin, 1re éd. 1995)
- 2976. Les journalistes (Michel Mathien, 1re éd. 1995)
- 2977. L'insertion des jeunes en France (Chantal Nicole-Drancourt, Laurence Roulleau-Berger, 1re éd. 1995)
- 2978. La prolifération nucléaire (François Géré, 1re éd. 1995)
- 2979. Le bilan des compétences (Michel Joras, 1re éd. 1995)
- 2980. Le théâtre chinois (Roger Darrobers, 1re éd. 1995)
- 2981. La Cour de justice de la République (Bertrand Mathieu, Thierry Renoux, André Roux, 1re éd. 1995)
- 2982. La marque (Andrea Semprini, 1re éd. 1995)
- 2983. L'assistance touristique (Bénédicte Piganeau-Desmaisons, 1re éd. 1995)
- 2984. L'ethnopolitique (Bertrand Breton, 1re éd. 1995)
- 2985. La philosophie négro-africaine (Jean-Godefroy Bidima, 1re éd. 1995)
- 2986. La nouvelle carte du monde (Olivier Dollfus, 1re éd. 1995, 2e éd. 2000)
- 2987. La réhabilitation de l'habitat social en France (Jean-Marc Stébé, 1re éd. 1995)
- 2988. La procédure civile (Jean-Jacques Barbieri, 1re éd. 1995)
- 2989. Le délit d'initié (Jean-François Renucci, 1re éd. 1995)
- 2990. Les hépatites (Jean-François Quaranta, Brigitte Reboulot, Jill-Patrice Cassuto, 1re éd. 1995)
- 2991. La pensée allemande moderne (Alain Boutot, 1re éd. 1995)
- 2992. La délocalisation off-shore (Raymond Lemesle, 1re éd. 1995)
- 2993. Les droits politiques des étrangers (Francis Delpérée, 1re éd. 1995)
- 2994. La civilisation amérindienne : des peuples autochtones au Brésil (Claudi R. Cròs, 1re éd. 1995)
- 2995. La marine dans l'Antiquité (Alain Guillerm, 1re éd. 1995)
- 2996. Le facteur humain (Christophe Dejours, 1re éd. 1995)
- 2997. L'ethnicité dans les sciences sociales contemporaines (Marco Martiniello, 1re éd. 1995)
- 2998. L'animal de compagnie (Patrick Bonduelle, Hugues Joublin, 1re éd. 1995)
- 2999. La psychologie institutionnelle (Pierre-François Chanoit, 1re éd. 1995)
- 3000. L'esprit baroque (Anne-Laure Angoulvent, 1re éd. 1994)

## Numéros 3001 à 3500
- 3001. Le vin et ses fraudes (Jean-François Gautier, 1re éd. 1995)
- 3002. La réincarnation (Jean Vernette, 1re éd. 1995)
- 3003. Les philosophies bouddhistes (Emmanuel Guillon, 1re éd. 1995, 2e éd. 1997)
- 3004. Radiologie et imagerie médicale (François Aubert, Jean-Pierre Laissy, 1re éd. 1995)
- 3005. La lecture experte (Thierry Baccino, Pascale Colé, 1re éd. 1995)
- 3006. La certification (Alain Couret, Jacques Igalens, Hervé Penan, 1re éd. 1995)
- 3007. Histoire de la télécopie (Jean-Claude Brethes, 1re éd. 1995)
- 3008. La philosophie espagnole (Alain Guy, 1re éd. 1995)
- 3009. La recherche-action (Jean-Paul Resweber, 1re éd. 1995)
- 3010. Musique cajun, créole et zydeco (Robert Sacré, 1re éd. 1995)
- 3011. Le soleil et la peau (Lyonel Rossant, 1re éd. 1995)
- 3012. Les institutions du tourisme (Jean-Luc Michaud, 1re éd. 1995)
- 3013. L'affichage (Marcel Fitoussi, 1re éd. 1995)
- 3014. Les grands arrêts de droit communautaire : Cour de justice des Communautés européennes, Conseil constitutionnel, Cour de cassation, Conseil d'État  (Jean-Claude Masclet, 1re éd. 1995)
- 3015. L'information scientifique et technique (François Jakobiak, 1re éd. 1995)
- 3016. La sociologie du risque (David Le Breton, 1re éd. 1995) — Sociologie du risque (David Le Breton, 1re éd. 25 janvier 2012)
- 3017. L'insécurité (Jean-Luc Mathieu, 1re éd. 1995)
- 3018. Orphée et l'orphisme (Reynal Sorel, 1re éd. 1995)
- 3019. Le Midrach (David Banon, 1re éd. 1995)
- 3020. La peinture italienne du maniérisme au néoclassicisme (Sandra Costa, 1re éd. 1996)
- 3021. Napoléon III (Thierry Lentz, 1re éd. 1995)
- 3022. Jung (Christian Gaillard, 1re éd. 1995)
- 3023. L'union de l'Europe occidentale (Patrice Van Ackere, 1re éd. 1995)
- 3024. Histoire de la recherche sur le SIDA (Bernard Seytre, 1re éd. 1995)
- 3025. Les groupes financiers français (Hubert Bonin, 1re éd. 1995)
- 3026. Les politiques nucléaires (Henri Pac, 1re éd. 1995)
- 3027. La délégation de service public (Jean-François Auby, 1re éd. 1995)
- 3028. La géologie des planètes (René Dars, 1re éd. 1995)
- 3029. Néron (Guy Achard, 1re éd. 1995)
- 3030. Staline (Jean-Jacques Marie, 1re éd. 1995)
- 3031. La science du judaïsme : die Wissenschaft des Judentums  (Maurice-Ruben Hayoun, 1re éd. 1995)
- 3032. L'environnement spatial (Jean-Claude Boudenot, 1re éd. 1995)
- 3033. La politique de la concurrence au Royaume-Uni (Jean-Claude Boudenot, 1re éd. 1995)
- 3034. Le processus de paix au Moyen-Orient (Maurice Konopnicki, Simon Petermann, 1re éd. 1995)
- 3035. Les Nations unies : textes fondamentaux (Alain Pellet, 1re éd. 1995)
- 3036. L'environnement graphique Windows (Philippe Fabre, 1re éd. 1995)
- 3037. La réalité virtuelle (Bernard Jolivalt, 1re éd. 1995)
- 3038. Histoire de l'URSS de Khrouchtchev à Gorbatchev (1953-1991) (Nicolas Werth, 1re éd. 1995)
- 3039. La communication politique locale (Maryse Souchard, Stéphane Wahnich, 1re éd. 1995)
- 3040. Victime et victimologie (Gina Filizzola, Gérard Lopez, 1re éd. 1995)
- 3041. La Polynésie française (Emmanuel Vigneron, 1re éd. 1995)
- 3042. Les réseaux de neurones artificiels (François Blayo, Michel Verleysen, 1re éd. 1996)
- 3043. La philosophie pénale (Stomatios Tzitzis, 1re éd. 1996)
- 3044. La régulation audiovisuelle en France (Laurence Franceschini, 1re éd. 1995)
- 3045. La ligne de démarcation 1940-1944 (Éric Saint-Alary, 1re éd. 1995)
- 3046. Sécurité transfusionnelle et hémovigilance (Jean-François Quaranta, 1re éd. 1996)
- 3047. La ville (Yves-Henri Bonello, 1re éd. 1996)
- 3048. Les agriculteurs (Bertrand Hervieu, 1re éd. 1996, 2e éd. 1997)
- 3049. Le service public hospitalier (Didier Stingre, 1re éd. 1997)
- 3050. Les guerres d'Indochine : du Xe au XXe siècle (Nicolas Regaud, Christian Lechervy, 1re éd. 1996)
- 3051. La copropriété (Michel Galimard, 1re éd. 1995)
- 3052. Le métier d'infirmière en France : du métier d’infirmière à l’exercice professionnel des soins infirmiers  (Catherine Duboys Fresney, Georgette Perrin, 1re éd. 1996)
- 3053. Les technopoles (Michel-Antoine Burnier, Guy Lacroix, 1re éd. 1996)
- 3054. Les comptes financiers de la nation (Xavier Denis-Judicis, 1re éd. 1996)
- 3055. Les grandes dates de la télévision française (Hervé Michel, 1re éd. 1995)
- 3056. Les jouets (François Theimer, 1re éd. 1996)
- 3057. La gestion financière des entreprises multinationales (Marc Chéneaux de Leyritz, 1re éd. 1996)
- 3058. L'irrationnel (Françoise Bonardel, 1re éd. 1996)
- 3059. Le management de projet (Jean-Marie Hazebroucq, Olivier Badot, 1re éd. 1996) — Le management de projet (Jean-Jacques Néré, 1re éd. 2006)
- 3060. La médecine des voyages (Lyonel Rossant, 1re éd. 1996)
- 3061. La cognition animale (Jacques Vauclair, 1re éd. 1996)
- 3062. L'indemnisation des victimes d'accident de la voie publique (Samuel-Gérard Benayoun, 1re éd. 1996)
- 3063. La télévision à la carte aux États-Unis (Josette Bonte, 1re éd. 1996)
- 3064. L'ozone stratosphérique (Patrick Aimedieu, 1re éd. 1996)
- 3065. L'assurance-crédit (Jean-Pierre Deschanel, Laurent Lemoine, 1re éd. 1996)
- 3066. Le système de santé en France (Marc Duriez, Pierre-Jean Lancry, Diane Lequet-Slama, Simone Sandier, 1re éd. 1996)
- 3067. La restructuration des sociétés (Bernard Schaming, 1re éd. 1996)
- 3068. Le syndicalisme enseignant en France (René Mouriaux, 1re éd. 1996)
- 3069. Les bas salaires en Europe (Steve Bazen, Gilbert Benhayoun, 1re éd. 1996)
- 3070. Les prix Nobel (Josepha Laroche, 1re éd. 1996)
- 3071. Les origines de l'école laïque en France (Liliane Maury, 1re éd. 1996)
- 3072. La politique de la concurrence en Allemagne fédérale (François Souty, 1re éd. 1996)
- 3073. Internet (Arnaud Dufour, 1re éd. 1996, 6e éd. 1998)
- 3074. Histoire des bains (Dominique Laty, 1re éd. 1996)
- 3075. Les politiques linguistiques (Louis-Jean Calvet, 1re éd. 1996)
- 3076. Les techniques audiovisuelles (Jacques Guyot, 1re éd. 1997)
- 3077. L'exclusion (Gilles Lamarque, 1re éd. 1996) — L’exclusion (Julien Damon, 1re éd. 2008)
- 3078. La métaphysique (Louis Millet, 1re éd. 1996)
- 3079. L'éducation sexuelle (Philippe Brenot, 1re éd. 1996, 2e éd. mise à jour sous le titre L’éducation à la sexualité 2007)
- 3080. Les musées dans le monde (Jacques Sallois, à paraître)
- 3081. Histoire de la Shoah (Georges Bensoussan, 1re éd. 1996)
- 3082. La prévention des risques professionnels (Pierre Goguelin, 1re éd. 1996)
- 3083. Le sport européen (Colin Miège, 1re éd. 1996)
- 3084. Le cannabis (Denis Richard, Jean-Louis Senon, 1re éd. 1996)
- 3085. Les nationalismes européens (Paul Sabourin, 1re éd. 1996)
- 3086. La veille technologique et l'intelligence économique (Daniel Rouach, 1re éd. 1996)
- 3087. La gestion électronique de documents (Jacques Chaumier, 1re éd. 1996)
- 3088. L'indigénisme (Henri Favre, 1re éd. 1996)
- 3089. La peinture italienne du Moyen Âge (Françoise Leroy, 1re éd. 1996)
- 3090. Histoire du droit international public (Henri Legohérel, 1re éd. 1996)
- 3091. Les Stuarts (Georges Minois, 1re éd. 1996)
- 3092. La Russie ancienne (Tamara Kondratieva, 1re éd. 1996)
- 3093. L'illusion (Roland Quilliot, 1re éd. 1996)
- 3094. La communication locale (Michel Ogrizek, Jean-Michel Guillery, Christiane Mirabaud, 1re éd. 1996)
- 3095. Le modèle de production flexible (Pierre Bardelli, 1re éd. 1996)
- 3096. La pharmacochimie (Marc Adenot, 1re éd. 1996)
- 3097. Les autoroutes de l'information (Antoine Iris, 1re éd. 1996)
- 3098. La nourriture cacher (Julien Bauer, 1re éd. 1996)
- 3099. Le recrutement (Daniel Jouve, Dominique Massoni, 1re éd. 1996)
- 3100. Le tango (Rémi Hess, 1re éd. 1996)
- 3101. Histoire du Luxembourg : des origines à nos jours (Jean-Marie Kreins, 1re éd. 1996)
- 3102. La marine de guerre moderne (1915-2015) (Alain Guillerm, 1re éd. 1996)
- 3103. Le droit de l'alimentation (Pierre-Marie Vincent, 1re éd. 1996)
- 3104. L'emploi des jeunes en France (Jean-Paul Juès, 1re éd. 1996)
- 3105. Les grandes étapes de l'organisation de l'Europe 1945-1996 (Marie-France Christophe-Tchakaloff, 1re éd. 1996)
- 3106. Histoire de la fortification en France (Yves Barde, 1re éd. 1996)
- 3107. La méthadone (Sylvie Geismar-Wieviorka, Claude Guionnet, Gilles Guis, 1re éd. 1996)
- 3108. Les classifications professionnelles (Philippe Denimal, 1re éd. 1996)
- 3109. Vocabulaire de gestion sociale (Guillaume Klossa, 1re éd. 1996)
- 3110. Les incertitudes dans les systèmes intelligents (Bernadette Bouchon-Meunier, Hung T Nguyen, 1re éd. 1996)
- 3111. L'analyse du discours de la télévision (Philippe Viallon, 1re éd. 1996)
- 3112. L'architecture du XXe siècle (Gérard Monnier, 1re éd. 1996, 2e éd. 2000)
- 3113. La fiscalité locale (René Dosière, 1re éd. 1996)
- 3114. Le changement dans les organisations (Jacques Brenot, Louis Tuvée, 1re éd. 1996)
- 3115. La gestion de production (Jean-Claude Tarondeau, 1re éd. 1996)
- 3116. Histoire des sapeurs-pompiers français (Patrick Dalmaz, 1re éd. 1996)
- 3117. L'information routière (Yves Boutin Desvignes, Michel Gironde, 1re éd. 1996)
- 3118. Michel Foucault (Frédéric Gros, 1re éd. 1996)
- 3119. La sociologie de l'expertise (Jean-Yves Trépos, 1re éd. 1996)
- 3120. Les régimes alimentaires (Dominique Laty, 1re éd. 1996)
- 3121. Schelling (Marie-Christine Challiol-Gillet, 1re éd. 1996)
- 3122. Les systèmes d'information géographique (Jean Denègre, François Salgé, 1re éd. 1996)
- 3123. La Slovénie (Georges Castellan, Antonia Bernard (sl), 1re éd. 1996)
- 3124. Le tourisme vert (Roger Béteille, 1re éd. 1996)
- 3125. La création d'entreprise (Gérard Desseigne, 1re éd. 1996)
- 3126. La marine à vapeur (Alain Guillerm, 1re éd. 1996)
- 3127. L'électricité atmosphérique et la foudre (Alex Hermant, Christian Lesage, 1re éd. 1997)
- 3128. La législation pénale de la France du XVIe au XIXe siècle : textes principaux (Yves Jeanclos, 1re éd. 1996)
- 3129. La laïcité (Guy Haarscher, 1re éd. 1996)
- 3130. Les industries de l'habillement (François-Marie Gros, 1re éd. 1996)
- 3131. Les grandes dates de la philosophie classique, moderne et contemporaine (Dominique Folscheid, 1re éd. 1996, 2e éd. 1997)
- 3132. Le Pacifique (Guy Agniel, Yves Pimont, 1re éd. 1997)
- 3133. Le counseling : théorie et pratique (Catherine Tourette-Turgis, 1re éd. 1996)
- 3134. L'aménagement du temps de travail (Pierre Boisard, 1re éd. 1996)
- 3135. L'astronomie et les techniques spatiales (Daniel Marty, 1re éd. 1996)
- 3136. La transfusion sanguine (Philippe Rouger, 1re éd. 1997)
- 3137. L'art-thérapie (Jean-Pierre Klein, 1re éd. 1997)
- 3138. Les grandes dates de la philosophie antique (Dominique Folscheid, 1re éd. 1996, 2e éd. 1997)
- 3139. L'ostéopathie (François Le Corre, Serge Toffaloni, 1re éd. 1996)
- 3140. Les Tudors (Georges Minois, 1re éd. 1996)
- 3141. L'éveil psychomoteur du jeune enfant (Lyonel Rossant, 1re éd. 1996)
- 3142. Histoire de la photographie (Pierre-Jean Amar, 1re éd. 1997, 2e éd. 1999, 3e éd. 2020, 4e éd. 2024)
- 3143. Les politiques financières (Joseph Comby, Vincent Renard, 1re éd. 1996)
- 3144. La faillite internationale (Jean-Pierre Rémery, 1re éd. 1996)
- 3145. Les infractions boursières (Maurice-Christian Bergerès, Philippe Duprat, 1re éd. 1996)
- 3146. Météores et effets lumineux dans l'atmosphère (Émile Biémont, 1re éd. 1997)
- 3147. La protection de l'animal (Florence Burgat, 1re éd. 1997)
- 3148. Histoire des unions monétaires (Norbert Olszak, 1re éd. 1996)
- 3149. Le romantisme italien (Norbert Jonard, 1re éd. 1996)
- 3150. Le développement économique local (Laure Tourjansky-Cabart, 1re éd. 1996)
- 3151. Les échecs du droit international (Pierre-Marie Martin, 1re éd. 1996)
- 3152. Les manipulations génétiques (Claudine Guérin-Marchand, 1re éd. 1997)
- 3153. L'Association des Nations du Sud-Est asiatique (ANSEA) (François Joyaux, 1re éd. 1997)
- 3154. Le dépistage chez l'adulte (Emilio La Rosa, 1re éd. 1996)
- 3155. Le bulletin de salaire (Patrick Turbot, 1re éd. 1996)
- 3156. Le pouvoir urbain face aux technologies d'information et de communication (Emmanuel Eveno, 1re éd. 1997)
- 3157. La reconduite à la frontière des étrangers en situation irrégulière (Rudolph d'Haëm, 1re éd. 1997)
- 3158. L'épidémiologie clinique (Alfredo Morabia, 1re éd. 1996)
- 3159. L'alimentation de l'enfant de 1 à 3 ans (Lyonel Rossant, 1re éd. 1996)
- 3160. Anthropologie de la mémoire (Joël Candau, 1re éd. 1996)
- 3161. Les maladies professionnelles (Alain Harlay, 1re éd. 1996)
- 3162. Les logiciels (Marc Augier, 1re éd. 1997)
- 3163. Chronologie de la France contemporaine : de 1815 à nos jours (Anne-Marie Lelorrain, 1re éd. 1997)
- 3164. Les carburants et leur remplacement (Paul Gateau, 1re éd. 1997)
- 3165. Le sous-développement (Sylvie Brunel, 1re éd. 1996)
- 3166. La biodiversité (Christian Lévêque, 1re éd. 1997)
- 3167. La psychopathologie collective (Pierre Mannoni, 1re éd. 1997)
- 3168. La téléformation (Jean-Claude Marot, Annie Darnige, 1re éd. 1996)
- 3169. Les Casques bleus (Paul Tavernier, 1re éd. 1996)
- 3170. La civilisation afro-brésilienne (Claudi R. Cròs, 1re éd. 1997)
- 3171. Le système bancaire américain (Hélène Intrator, 1re éd. 1996)
- 3172. L'Empire allemand (Patrice Neau, 1re éd. 1997)
- 3173. Le droit pénal américain (Jean Cédras, 1re éd. 1997)
- 3174. Le cadastre de la France (Stéphane Lavigne, 1re éd. 1996)
- 3175. La comptabilité de gestion (Henri Bouquin, 1re éd. 1997)
- 3176. Anthropologie du rêve (Sophie Jama, 1re éd. 1997)
- 3177. Géographie et statistique (Emmanuel Vigneron, 1re éd. 1997)
- 3178. Chronologie de la France moderne (1515-1815) (Martine Sonnet, 1re éd. 1996)
- 3179. Les services dans le commerce international (Sylvie Ciabrini, 1re éd. 1996)
- 3180. Le temps (Hervé Barreau, 1re éd. 1996)
- 3181. La mondialisation de la communication (Armand Mattelart, 1re éd. 1996)
- 3182. Les obsèques en France (Jean-François Auby, 1re éd. 1997)
- 3183. L'intégration de systèmes (Jean-Pierre Meinadier, 1re éd. 1997)
- 3184. L'optimisation (Jean-Baptiste Hiriart-Urruty, 1re éd. 1996)
- 3185. L'éthique du droit international (Alain Papaux, Éric Wyler, 1re éd. 1997)
- 3186. Le cybermarketing : intégrer Internet dans la stratégie d'entreprise (Arnaud Dufour, 1re éd. 1997)
- 3187. L'incertitude (Gérald Bronner, 1re éd. 1997)
- 3188. La pensée japonaise (Pierre Lavelle, 1re éd. 1997)
- 3189. Les territoires de l'État (Jean-Luc Marx, 1re éd. 1997)
- 3190. La coopération Nord-Sud (Sylvie Brunel, 1re éd. 1997)
- 3191. Le tourisme urbain (Georges Cazes, Françoise Potier, 1re éd. 1996)
- 3192. Histoire de l'école primaire élémentaire (Jean Combes, 1re éd. 1997)
- 3193. L’illettrisme (Roger Girod, 1re éd. 1997)
- 3194. Humanisme et technique : l'humanisme entre économie, philosophie et science (Bruno Jarrosson, 1re éd. 1996)
- 3195. L'inspection du travail (Paul Ramackers, Laurent Vilbœuf, 1re éd. 1997)
- 3196. La devise "Liberté, Égalité, Fraternité" (Michel Borgetto, 1re éd. 1997)
- 3197. La littérature indienne de langue anglaise (Michel Renouard, 1re éd. 1997)
- 3198. Le sport et les collectivités territoriales (Patrick Bayeux, 1re éd. 1996)
- 3199. La didactique des langues étrangères (Pierre Martinez, 1re éd. 1996)
- 3200. La timidité (Christophe André, 1re éd. 1997)
- 3201. Calcul économique et électricité (William Varoquaux, 1re éd. 1996)
- 3202. Moïse Mendelssohn (Maurice-Ruben Hayoun, 1re éd. 1997)
- 3203. Histoire sanitaire et sociale (Vincent-Pierre Comiti, 1re éd. 1997)
- 3204. Le droit international de la santé (Michel Bélanger, 1re éd. 1997)
- 3205. La logistique combinatoire (Jean-Pierre Ginisti, 1re éd. 1997)
- 3206. L'apprentissage moteur (Raymond Thomas, 1re éd. 1997)
- 3207. Les Français de l'étranger (Alain Vivien, Mireille Raunet, 1re éd. 1997)
- 3208. Athènes des origines à 338 av. J.-C. (Christian Bonnet, 1re éd. 1997)
- 3209. Les républiques sœurs (Jean-Louis Harouel, 1re éd. 1997)
- 3210. Histoire de Genève (Alfred Dufour, 1re éd. 1997)
- 3211. Le sang humain et le droit (Jean-Marie Auby, 1re éd. 1997)
- 3212. Histoire de la Catalogne (Michel Zimmermann, Marie-Claire Zimmermann, 1re éd. 1997)
- 3213. Tocqueville (Jean-Jacques Coenen-Huther, 1re éd. 1997)
- 3214. Spencer et l'évolutionnisme philosophique (Patrick Tort, 1re éd. 1996)
- 3215. Droits de la santé : textes juridiques (François Alla, Bruno Py, 1re éd. 1997)
- 3216. Les maisons d'écrivains (Georges Poisson, 1re éd. 1997)
- 3217. La psychiatrie gériatrique (Jacques Richard, Philippe Bovier, 1re éd. 1997)
- 3218. La radio en France et en Europe (Manuel Bamberger, 1re éd. 1997)
- 3219. Le droit du multimédia : du CD-Rom à l'Internet (Frédérique Asseraf-Olivier, Éric Barbry, 1re éd. 1996)
- 3220. Les jeux mathématiques (Michel Criton, 1re éd. 1997)
- 3221. Le procès de Nuremberg (François de Fontette, 1re éd. 1996)
- 3222. La violence dans le sport (Jean-Yves Lassalle, 1re éd. 1997)
- 3223. L'écriture journalistique (Jacques Mouriquand, 1re éd. 1997)
- 3224. L'éclectisme (Jacques Billard, 1re éd. 1997)
- 3225. Le système stratégique international (Henri Pac, 1re éd. 1997)
- 3226. L'art négro-africain (Jean-Godefroy Bidima, 1re éd. 1997)
- 3227. La maladie d'Alzheimer : mémoire et vieillissement (Denis Brouillet, Arielle Syssau, 1re éd. 1997)
- 3228. Le grotesque (Dominique Iehl, 1re éd. 1997)
- 3229. La paternité (Christine Castelain-Meunier, 1re éd. 1997)
- 3230. L'Alsace-Lorraine pendant la guerre 1939-1945 (Pierre Rigoulot, 1re éd. 1997)
- 3231. Les agences de presse internationales (Michel Mathien, Catherine Conso, 1re éd. 1997)
- 3232. Les politiques de la ville (Claude Chaline, 1re éd. 1997, 2e éd. 1998, 3e éd. 2003, 4e éd. 2006, 5e éd. 2008, 6e éd. 2010, 7e éd. 2011, 8e éd. 2014, 9e éd. 2018, 10e éd. 2020, 11e éd. 2023)
- 3233. L'empirisme anglais : Locke, Berkeley, Hume (Renée Bouveresse-Quilliot, 1re éd. 1997)
- 3234. L'organisation mondiale de la santé (Yves Beigbeder, 1re éd. 1997)
- 3235. Rythmes et formes en chimie : histoire des structures dissipatives (Adolphe Pacault, Jean-Jacques Perraud, 1re éd. 1997)
- 3236. Le multiculturalisme (Andréa Semprini, 1re éd. 1997) — Le multiculturalisme (Patrick Savidan, 1re éd. 2009)
- 3237. Clovis (Renée Mussot-Goulard, 1re éd. 1997)
- 3238. L'hystérie (Gisèle Harrus-Révidi, 1re éd. 1997)
- 3239. Le journalisme d'investigation aux États-Unis et en France (Mark Hunter, 1re éd. 1997)
- 3240. Les énergies renouvelables (Jacques Vernier, 1re éd. 1997, 2e éd. 1998, 3e éd. 2005, 4e éd. 2007, 5e éd. 2009, 6e éd. 2012, 7e éd. 2014, 8e éd. 2017, 9e éd. 2023)
- 3241. Chrétien de Troyes (Philippe Walter, 1re éd. 1997)
- 3242. Éducation et médias (Jacques Gonnet, 1re éd. 1997)
- 3243. Les entreprises d'insertion (Joseph Ballet, 1re éd. 1997)
- 3244. Le secret (Yves-Henri Bonello, 1re éd. 1998)
- 3245. La pensée stratégique (Pascal Reysset, Thierry Widemann, 1re éd. 1997)
- 3246. Le transport en France (Gilbert Carrère, 1re éd. 1997)
- 3247. Les fonds de pension (Patrick Turbot, 1re éd. 1997)
- 3248. La traite des Noirs (Olivier Pétré-Grenouilleau, 1re éd. 1998)
- 3249. L'État-providence (François-Xavier Merrien, 1re éd. 1997)
- 3250. Interpol (Marc Lebrun, 1re éd. 1997)
- 3251. Histoire du métier d'architecte en France (Gérard Ringon, 1re éd. 1997)
- 3252. Éthique de l'information (Daniel Cornu, 1re éd. 1997)
- 3253. L'économie du bâtiment et des travaux publics (Jean-Claude Tournier, 1re éd. 1998)
- 3254. Les pauvres et le droit (Sophie Dion-Loye, 1re éd. 1997)
- 3255. La déontologie des médias (Claude-Jean Bertrand, 1re éd. 1997)
- 3256. Textes constitutionnels révolutionnaires français (Michel Verpeaux, 1re éd. 1998)
- 3257. La marine à voile (Alain Guillerm, 1re éd. 1997)
- 3258. La lutte contre la corruption (Éric Alt, Irène Luc, 1re éd. 1997)
- 3259. Esthétisme de la communication (Jean Caune, 1re éd. 1997)
- 3260. Histoire de la censure dans l'édition (Robert Netz, 1re éd. 1997)
- 3261. Le porte-monnaie électronique et le porte-monnaie virtuel (Guy Sabatier, 1re éd. 1997)
- 3262. Histoire de la Bourse de Paris (Jean-Jacques Lehmann, 1re éd. 1997)
- 3263. La géographie historique de la France (Jean-René Trochet, 1re éd. 1997)
- 3264. Le mark (Michèle Saint-Marc, 1re éd. 1998)
- 3265. La crise bancaire française et mondiale (Hubert Bonin, 1re éd. 1997)
- 3266. Les macro-systèmes techniques (Alain Gras, 1re éd. 1997)
- 3267. Les plans sociaux et licenciements (Gérard Desseigne, 1re éd. 1997)
- 3268. Vocabulaire politique (Jean-Marie Denquin, 1re éd. 1997)
- 3269. Les grands arrêts de la Cour européenne des droits de l'homme : recueil de décisions (Frédéric Sudre, 1re éd. 1997)
- 3270. Le droit de la procréation (Roseline Letteron, 1re éd. 1997)
- 3271. L'analyse de contenu (André-Désiré Robert, Annick Bouillaguet, 1re éd. 1997)
- 3272. La communication de crise (Michel Ogrizek, Jean-Michel Guillery, 1re éd. 1997, 2e éd. 2000)
- 3273. La philosophie en Amérique latine (Alain Guy, 1re éd. 1997)
- 3274. La procédure pénale anglaise (John R. Spencer, 1re éd. 1998)
- 3275. Le service national (François Gresle, 1re éd. 1997)
- 3276. L'industrie pharmaceutique (Jean-Paul Juès, 1re éd. 1998)
- 3277. Les civilisations anatoliennes (Marc Desti, 1re éd. 1998)
- 3278. Sociologie de l'évaluation scolaire (Pierre Merle, 1re éd. 1998)
- 3279. La bancassurance (Vered Keren, 1re éd. 1997)
- 3280. L'empereur Hadrien (Raymond Chevallier, Rémy Poignault, 1re éd. 1998)
- 3281. Les contrats de plan entre l'État et les régions (Jean-Marie Pontier, 1re éd. 1998)
- 3282. L'Europe des autoroutes (Jean-Antoine Winghart, 1re éd. 1997)
- 3283. Le droit des marchés financiers (Frédéric Peltier, Marie-Noëlle Dompé, 1re éd. 1998)
- 3284. Les stratégies des entreprises de tourisme (Jean-Baptiste Tréboul, 1re éd. 1998)
- 3285. La politique communautaire de transport (Robert Espérou, Alexandra Subrémon, 1re éd. 1997)
- 3286. L'administration devant le juge judiciaire (Serge Petit, 1re éd. 1997)
- 3287. Histoire de la Reconquista (Philippe Conrad, 1re éd. 1998)
- 3288. Psychologie de la ressource humaine (Jacques Aubret, Patrick Gilbert, 1re éd. 1997)
- 3289. L'apprentissage précoce des langues (Louis Porcher, Dominique Groux, 1re éd. 1998)
- 3290. Le personnage (Pierre Glaudes, Yves Reuter, 1re éd. 1998)
- 3291. Histoire des institutions urbaines (Sylvain Petitet, 1re éd. 1998)
- 3292. Sociologie de l'intégration (Mohand Khellil, 1re éd. 1997)
- 3293. L'espace (Bernard Bachelet, 1re éd. 1998)
- 3294. La responsabilité politique (Philippe Ségur, 1re éd. 1998)
- 3295. Savonarole (Marina Marietti, 1re éd. 1997)
- 3296. La civilisation du vin (Jean-François Gautier, 1re éd. 1997)
- 3297. L'abus de biens sociaux (Jean-François Renucci, Michel Cardix, 1re éd. 1998)
- 3298. La psychopathologie et ses méthodes (Mareike Wolf, 1re éd. 1998)
- 3299. La Méditerranée au XIIe siècle (Didier Cariou, 1re éd. 1997)
- 3300. Jésus (Charles Perrot, 1re éd. 1997)
- 3301. Le sentiment de justice dans les relations sociales (Jean Kellerhals, Marianne Modak, David Perrenoud, 1re éd. 1997)
- 3302. Le contrôle interne (Alain Mikol, 1re éd. 1998)
- 3303. L'Angleterre géorgienne (Georges Minois, 1re éd. 1998)
- 3304. La notion et la protection du patrimoine (Dominique Audrerie, 1re éd. 1997)
- 3305. Les origines de la Ve République (Frédéric Rouvillois, 1re éd. 1998)
- 3306. L'environnement de la Méditerranée (Jean-Louis Carsin, Colette Chassard-Bouchaud, 1re éd. 1998)
- 3307. La neutronique (Paul Reuss, 1re éd. 1998)
- 3308. Les philosophies scandinaves (Olivier Cauly, 1re éd. 1998)
- 3309. Les violences sexuelles sur les enfants (Gérard Lopez, 1re éd. 1997)
- 3310. Le jeu pathologique (Marc Valleur, Christian Bucher, 1re éd. 1997)
- 3311. Les défaillances d'entreprises : aspects économiques, juridiques et théoriques (Jérôme Combier, Régis Blazy, 1re éd. 1998)
- 3312. Le génie industriel (Yvon Gousty, 1re éd. 1998)
- 3313. La question nationale au Québec (Françoise Épinette, 1re éd. 1998)
- 3314. La transmission sexuelle du sida (Laurent Bélec, 1re éd. 1997, 2e éd. 2001)
- 3315. Le procureur de la République (Laurent Le Mesle, Frédéric-Jérôme Pansier, 1re éd. 1998)
- 3316. La bioastronomie (François Raulin, Florence Raulin-Cerceau, Jean Schneider, 1re éd. 1997)
- 3317. L'Afrique de la colonisation à l'indépendance (Anne Stamm, 1re éd. 1998)
- 3318. Taylor et le taylorisme (Michel Pouget, 1re éd. 1998)
- 3319. Le droit international des télécommunications (Blaise Tchikaya, 1re éd. 1998)
- 3320. Le réalisme socialiste (Michel Aucouturier, 1re éd. 1998)
- 3321. L'échange de données informatisées (EDI) : l'échange de données du commerce électronique  (Claude Charmot, 1re éd. 1997)
- 3322. Les sciences du parfum (Pierre Laszlo, Sylvie Rivière, 1re éd. 1997)
- 3323. La nouvelle macroéconomie keynésienne (Henri Lamotte, Jean-Philippe Vincent, 1re éd. 1998)
- 3324. Les salons professionnels (Jean-Paul Viart, 1re éd. 1998)
- 3325. Les industries de l'emballage de consommation (Michel P. Henry, 1re éd. 1997)
- 3326. Le droit de l'expropriation (Jeanne Lemasurier, 1re éd. 1998)
- 3327. Milieux financiers et communication (François de Teyssier, 1re éd. 1998)
- 3328. Textes de droit hospitalier (Michel Godfryd, 1re éd. 1997)
- 3329. Les représentations sociales (Pierre Mannoni, 1re éd. 1998)
- 3330. Le tragique (François Chirpaz, 1re éd. 1998)
- 3331. La philosophie en France au XIXe siècle (Jean Lefranc, 1re éd. 1998)
- 3332. La Tchétchénie (Patrick Brunot, Viatcheslav Avioutskii, 1re éd. 1998)
- 3333. La psychogériatrie (Jean-Claude Monfort, 1re éd. 1998)
- 3334. Le contentieux électoral (Francis Delpérée, 1re éd. 1998)
- 3335. Les politiques forestières (Gérard Buttoud, 1re éd. 1998)
- 3336. Musique et littérature au XVIIIe siècle (Belinda Cannone, 1re éd. 1998)
- 3337. Pourcentages et tableaux statistiques (Michel Novi, 1re éd. 1998)
- 3338. Pétrarque et le pétrarquisme (Jean-Luc Nardone, 1re éd. 1998)
- 3339. La mort et le droit (Bruno Py, 1re éd. 1997)
- 3340. L'Andorre (Alain Degage, Antoni Duro i Arajol, 1re éd. 1998)
- 3341. Les guerres locales au XXe siècle (André Collet, 1re éd. 1998)
- 3342. Histoire des Cévennes (Patrick Cabanel, 1re éd. 1998, 2e éd. 2000, 3e éd. 2003, 4e éd. 2007, 5e éd. 2009, 6e éd. 2013, 7e éd. 2016, 8e éd. 2019, 9e éd. 2023)
- 3343. Les systèmes de santé en Europe (Marc Duriez, Diane Lequet-Slama, 1re éd. 1998)
- 3344. Les marchés publics d'informatique (Richard Ganem, Pascal Bouret, 1re éd. 1997)
- 3345. La responsabilité pénale des agents publics (Éric Desmons, 1re éd. 1998)
- 3346. La patrie (Raymond Chevallier, 1re éd. 1998)
- 3347. Le recyclage des matériaux (Philippe Dommanget, Olivier Loiseau, Sylvain Masiero, 1re éd. 1998)
- 3348. L'hérédité des caractères acquis (Michel Delsol, 1re éd. 1998)
- 3349. Les Hittites (Isabelle Klock-Fontanille, 1re éd. 1998)
- 3350. La grève en France (Jean-Paul Juès, 1re éd. 1998)
- 3351. L'éthique dans les sciences du comportement (Jean-Paul Caverni, 1re éd. 1998)
- 3352. L'eschatologie (Patrick de Laubier, 1re éd. 1998)
- 3353. Les théories de l'art (Anne Cauquelin, 1re éd. 1998)
- 3354. Le système politique canadien (Julien Bauer, 1re éd. 1998)
- 3355. La science régionale (Georges Benko, 1re éd. 1998)
- 3356. Les normes internationales de la bioéthique (Noëlle Lenoir, Bertrand Mathieu, 1re éd. 1998)
- 3357. La Cour des comptes européenne (Imre de Crouÿ-Chanel, Christophe Perron, 1re éd. 1998)
- 3358. L'évaluation des politiques publiques (Gilbert Benhayoun, Yvette Lazzeri, 1re éd. 1998)
- 3359. Les usagers du service public (Gilles Jeannot, 1re éd. 1998)
- 3360. Les sociétés de bourse (Paul-Jacques Lehmann, 1re éd. 1998)
- 3361. La philosophie économique (Alain Leroux, Alain Marciano, 1re éd. 1998)
- 3362. L'exploration spéléologique et ses techniques (Éric Gilli, 1re éd. 1998)
- 3363. La critique littéraire française au XXe siècle (Michel Jarrety, 1re éd. 1998)
- 3364. Le conservatisme américain (Nicolas Kessler, 1re éd. 1998)
- 3365. Le symbole (Baudouin Decharneux, Luc Nefontaine, 1re éd. 1998)
- 3366. L'hypocondrie (Bernard Brusset, 1re éd. 1998)
- 3367. Les droits des homosexuels (Caroline Mécary, Géraud de Geouffre de La Pradelle de Leyrat, 1re éd. 1998)
- 3368. Chronologie de la France médiévale (481-1515) (Thérèse Charmasson, 1re éd. 1998)
- 3369. Le Comité des régions de l'Union européenne (Pierre-Alexis Féral, 1re éd. 1998)
- 3370. L'humour juif (Joseph Klatzmann, 1re éd. 1998)
- 3371. L'Ukraine (Olivier de Laroussilhe, 1re éd. 1998, 2e éd. 2002)
- 3372. Les tests de recrutement : leurs limites (Ariane Lussato, 1re éd. 1998)
- 3373. La neurophilosophie (Bernard Andrieu, 1re éd. 1998)
- 3374. La coopération locale et régionale (Pierre Bodineau, Michel Verpeaux, 1re éd. 1998)
- 3375. Sociologie des sciences et des techniques (Giovanni Busino, 1re éd. 1998)
- 3376. Les médicaments de confort (Odette Foussard-Blanpin, 1re éd. 1998)
- 3377. Le messianisme (David Banon, 1re éd. 1998)
- 3378. Musique et postmodernité (Béatrice Ramaut-Chevassus, 1re éd. 1998)
- 3379. La justice aux États-Unis (Anne Deysine, 1re éd. 1998)
- 3380. Politesse, savoir-vivre et relations sociales (Dominique Picard, 1re éd. 1998, 2e éd. 2003, 3e éd. 2007, 4e éd. 2010, 5e éd. 2014, 6e éd. 2019, 7e éd. 2024)
- 3381. Les réseaux locaux informatiques (Bertrand Bruller, 1re éd. 1998)
- 3382. La Slovaquie (Pavol Petruf, 1re éd. 1998)
- 3383. Les moyennes (Charles Antoine, 1re éd. 1998)
- 3384. La qualité de l'air (Edmond-Antoine Décamps, Patrick Toubon, 1re éd. 1998)
- 3385. Histoire des banques centrales (Norbert Olszak, 1re éd. 1998)
- 3386. Les infections hospitalières (Éric Marsaudon, 1re éd. 1998)
- 3387. La philatélie : collections et placements (Dominique Buffier, Roland Granier, Pierre Jullien, 1re éd. 1998)
- 3388. Les tribunaux de commerce (Michel-Frédéric Coutant, 1re éd. 1998)
- 3389. Le tourisme culturel (Claude Origet du Cluzeau, 1re éd. 1998)
- 3390. Le multimédia (François Leslé, Nicolas Macarez, 1re éd. 1998)
- 3391. Histoire du langage musical occidental (Annie Cœurdevey, 1re éd. 1998)
- 3392. L'art pompier (Louis-Marie Lécharny, 1re éd. 1998)
- 3393. Le commerce colonial triangulaire (XVIIIe – XIXe siècles) (Raymond Lemesle, 1re éd. 1998)
- 3394. Le ministère public (Jean Volff, 1re éd. 1998)
- 3395. Le droit international de la bioéthique : textes (Noëlle Lenoir, Bertrand Mathieu, 1re éd. 1998)
- 3396. Les dépressions de la maternité (Henri Chabrol, 1re éd. 1998)
- 3397. Le discours poétique (Christian Le Bart, 1re éd. 1998)
- 3398. Histoire de la comptabilité (Jean-Guy Degos, 1re éd. 1998)
- 3399. Réseaux sociaux et structures relationnelles (Emmanuel Lazega, 1re éd. 1998)
- 3400. La Croatie (Georges Castellan, Gabrijela Vidan, 1re éd. 1998)
- 3401. Histoire du droit pénal en Europe (Renée Martinage, 1re éd. 1998)
- 3402. Le bel canto (Christophe Combarieu, 1re éd. 1999)
- 3403. L'action humanitaire (Guillaume d'Andlau, 1re éd. 1998)
- 3404. L'arthrose (Stéphane Hary, 1re éd. 1998)
- 3405. L'Organisation de Coopération et de Développement économiques (OCDE) (Jean Bonvin, Christian Morrisson, 1re éd. 1998)
- 3406. L'exégèse coranique (Ali Merad, 1re éd. 1998)
- 3407. Le management des savoirs (Jean-Claude Tarondeau, 1re éd. 1998, 3e éd. 2002)
- 3408. La pauvreté (Claude-François Barrat, 1re éd. 1998)
- 3409. Le courrier électronique : « e-mail » (Lucien Rapp, 1re éd. 1998)
- 3410. Les espaces de sport (François Vigneau, 1re éd. 1998)
- 3411. La grossesse et les drogues (Filippo Ferraro, Alexandre Minkowski, 1re éd. 1998)
- 3412. Les messageries électroniques (systèmes et technique) (Christophe Hanotte, 1re éd. 1998)
- 3413. Les dangers de la vie marine (Jean-Paul Ehrhardt, Gérard Seguin, 1re éd. 1998)
- 3414. Les services publics en Europe (Jean-François Auby, 1re éd. 1998)
- 3415. Les médias en Grande-Bretagne (Claude-Jean Bertrand, 1re éd. 1998)
- 3416. Les danses macabres (André Corvisier, 1re éd. 1998)
- 3417. Les castrats (Sylvie Mamy, 1re éd. 1998)
- 3418. Dioclétien et la Tétrarchie (Bernard Rémy, 1re éd. 1998)
- 3419. La reconnaissance des diplômes en Europe (Jacques Pertek, 1re éd. 1999)
- 3420. HTML le langage du Web (Marc Augier, 1re éd. 1999)
- 3421. Violences et insécurité urbaines (Alain Bauer, Christophe Soullez, 1re éd. 1998)
- 3422. Le Médiateur de la République (Bénédicte Delaunay, 1re éd. 1999)
- 3423. Le diable (Georges Minois, 1re éd. 1998)
- 3424. Le paranormal (Philippe Wallon, 1re éd. 1999)
- 3425. Les offices de tourisme et syndicats d'initiative (Marc Dumoulin, Françoise Kergreis, 1re éd. 1998)
- 3426. La mode (Dominique Waquet, Marion Laporte, 1re éd. 1999, 5e éd. 2022)
- 3427. Les politiques publiques de la culture en France (Pierre Moulinier, 1re éd. 1999)
- 3428. Histoire de Londres (Hugh Donald Clout, Jean Robert, 1re éd. 1999)
- 3429. Le laser en dermatologie (Sam Benoliel, 1re éd. 1998)
- 3430. Les synagogues (Maurice-Ruben Hayoun, Dominique Jarrassé, 1re éd. 1999)
- 3431. La qualité des soins médicaux (Hervé Leteurtre, Jean-François Quaranta, 1re éd. 1999)
- 3432. L'Europe du Nord au XXe siècle (François-Charles Mougel, 1re éd. 1999)
- 3433. Le corps et la beauté (Jean Maisonneuve, Marilou Bruchon-Schweitzer, 1re éd. 1999)
- 3434. Le chaos (François Lurçat, 1re éd. 1999, 2e éd. 2002)
- 3435. Géographie de la santé en France (François Tonnellier, Emmanuel Vigneron, 1re éd. 1999)
- 3436. Le patrimoine mondial (Dominique Audrerie, Raphaël Souchier, Luc Vilar, 1re éd. 1998)
- 3437. Textes du droit de l'asile (Denis Alland, 1re éd. 1998)
- 3438. Aristophane et l'ancienne comédie (Pascal Thiercy, 1re éd. 1999)
- 3439. Les grandes dates de l'architecture en Europe de 1850 à nos jours (Gérard Monnier, 1re éd. 1999)
- 3440. Cléopâtre (Christian-Georges Schwentzel, 1re éd. 1999)
- 3441. L'anthropologie démographique (Daniel Bley, Gilles Boetsch, 1re éd. 1999)
- 3442. L'entreprise et le droit (Jean-Philippe Robé, 1re éd. 1999)
- 3443. Constantin (306-337) (Bertrand Lançon, 1re éd. 1998)
- 3444. Le Goulag (Jean-Jacques Marie, 1re éd. 1999)
- 3445. Rumeurs et légendes urbaines (Jean-Bruno Renard, 1re éd. 1999)
- 3446. La peinture italienne des XIXe et XXe siècles (Sandra Costa, Thierry Dufrêne, 1re éd. 1999)
- 3447. La déontologie de l'administration (Jean-Pierre Didier, 1re éd. 1999)
- 3448. La musique à la Renaissance (Philippe Vendrix, 1re éd. 1999)
- 3449. Le droit communautaire des télécommunications (Michel Berger, 1re éd. 1999)
- 3450. Histoire du droit du travail (Robert Olszak, 1re éd. 1999)
- 3451. La théorie moderne du portefeuille (Florin Aftalion, Patrice Poncet, Roland Portait, 1re éd. 1998)
- 3452. La moralisation des marchés publics (Georges Fenech, Philippe Petit, 1re éd. 1998)
- 3453. La pensée sociale (Christian Guimelli, 1re éd. 1999)
- 3454. L'Institut de France (André Damien, 1re éd. 1999)
- 3455. L'entrée et le séjour des étrangers (Rudolph d’Haëm, 1re éd. 1999)
- 3456. La biomécanique (Paul Allard, Jean-Pierre Blanchi, 1re éd. 1999)
- 3457. Le régime politique italien (Bernard Gaudillère, 1re éd. 1999)
- 3458. Les théories psychanalytiques du groupe (René Kaës, 1re éd. 1999)
- 3459. L'assurance chômage en France : Unedic-Assedic (Jacques Boutault, 1re éd. 1999)
- 3460. La sécurité informatique (Éric Léopold, Serge Lhoste, 1re éd. 1999)
- 3461. Les fichiers de police (David Martin, 1re éd. 1999)
- 3462. La télévision par satellite (Christian D'Aufin, Christian Dutoit, 1re éd. 1999)
- 3463. Les techniques de lutte contre le vieillissement (Christophe de Jaeger, 1re éd. 1999)
- 3464. La forêt (Noël Décourt, 1re éd. 1999)
- 3465. Les banlieues (Pierre Merlin, 1re éd. 1999)
- 3466. Le sexe et le droit (Bruno Py, 1re éd. 1999)
- 3467. Politique et religion (Julien Bauer, 1re éd. 1999)
- 3468. Saint-Simon et le saint-simonisme (Pierre Musso, 1re éd. 1999)
- 3469. Le droit de la retraite en France (Laurence Lautrette, 1re éd. 1999)
- 3470. L'esclavage moderne (Maurice Lengellé-Tardy, 1re éd. 1999)
- 3471. Le surendettement des ménages (Danielle Khayat, 1re éd. 1999)
- 3472. Les armes chimiques (Olivier Lepick, 1re éd. 1999)
- 3473. La découverte scientifique (Pierre Laszlo, 1re éd. 1999)
- 3474. Le parquet (Brigitte Angibaud, 1re éd. 1999)
- 3475. Psychologie de l'éducation (Gaston Mialaret, 1re éd. 1999)
- 3476. La cantate française au XVIIIe siècle (Jérôme Dorival, 1re éd. 1999)
- 3477. La flexibilité dans les entreprises (Jean-Claude Tarondeau, 1re éd. 1999)
- 3478. Le droit comparé (Pierre Legrand, 1re éd. 1999, 5e éd. 6 janvier 2016)
- 3479. Le fait divers (Annick Dubied, Marc Lits, 1re éd. 1999)
- 3480. Histoire du tourisme de masse (Marc Boyer, 1re éd. 1999)
- 3481. La mairie de Paris (Frédéric Vasseur, 1re éd. 1999)
- 3482. La crise du service public français (Jean-Marie Rainaud, 1re éd. 1999)
- 3483. Les écosystèmes (Serge Frontier, 1re éd. 1999)
- 3484. Économie des interventions de l'État : théorie des choix publics (Christophe Marchand, 1re éd. 1999)
- 3485. La solidarité : l'éthique des relations humaines (Raymond Chappuis, 1re éd. 1999)
- 3486. Le vieillissement cognitif (Patrick Lemaire, 1re éd. 1999)
- 3487. L'éducation interculturelle (Martine Abdallah-Pretceille, 1re éd. 1999, 6e éd. 2023)
- 3488. L'attention (Jean-Paul Mialet, 1re éd. 1999)
- 3489. Le haut commissariat des Nations unies pour les réfugiés (Yves Beigbeder, 1re éd. 1999)
- 3490. La grossesse et le tabac (Michel Delcroix, Marie Chuffart, 1re éd. 1999)
- 3491. Les schizophrénies (Marc-Louis Bourgeois, 1re éd. 1999)
- 3492. La carte à puce (Jean Donio, Jean Leroux les Jardins, Édouard de Rocca, Malika Verstrepen, 1re éd. 1999)
- 3493. Sociologie de l'entreprise (Jean-Michel Morin, 1re éd. 1999)
- 3494. Les maladies à vecteurs (François Rodhain, 1re éd. 1999)
- 3495. L'histoire des sciences (Pascal Acot, 1re éd. 1999)
- 3496. La régénération urbaine (Claude Chaline, 1re éd. 1999)
- 3497. L'enseignement de la morale (Liliane Maury, 1re éd. 1999)
- 3498. La politique européenne des transports (Marie-Madeleine Damien, 1re éd. 1999)
- 3499. Les nouvelles maladies infectieuses (Didier Raoult, 1re éd. 1999, 2e éd. 2020)
- 3500. La crise asiatique : aspects économiques et politiques (Yves Gounin, Sébastien Vivier-Lirimont, 1re éd. 1999)

## Numéros 3501 à 4000
- 3501. Gandhi (Robert Deliège, 1re éd. 1999)
- 3502. Science et communication (Joao Caraça, 1re éd. 1999)
- 3503. Les responsabilités des juridictions : les fautes de la justice (François Sarda, 1re éd. 1999)
- 3504. Internet et le droit (André Bertrand, Thierry Piette-Coudol, 1re éd. 1999, 2e éd. 2000)
- 3505. L'Assistance Publique-Hôpitaux de Paris (Marc Dupont, Françoise Salaün Ramalho, 1re éd. 1999, 2e éd. 16 juin 2010)
- 3506. Les mesures de la qualité de vie (Alain Leplège, 1re éd. 1999)
- 3507. La crise des banlieues : sociologie des quartiers sensibles (Jean-Marc Stébé, 1re éd. 1999, 4e éd. 30 juin 2010)
- 3508. L'autisme infantile (Pierre Ferrary, 1re éd. 1999, 2e éd. 2001, 3e éd. inconnue, 4e éd. 2004, 5e éd. 2006, 8e éd. 2010, 7e éd. 2015, 8e éd. 2023)
- 3509. La population mondiale au XXe siècle (Jacques Dupâquier, 1re éd. 1999)
- 3510. Les Plantagenêts (Henri Legohérel, 1re éd. 1999)
- 3511. La fonction publique hospitalière (Didier Stingre, 1re éd. 1999)
- 3512. La Chine et le nucléaire (Élizabeth Fouquoire-Brillet, 1re éd. 1999)
- 3513. Les moyens de paiement (Jean-Pierre Toernig, François Brion, 1re éd. 1999)
- 3514. L'émancipation des juifs en France (Rita Hermon-Belot, 1re éd. 1999)
- 3515. L'empereur Justinien (Pierre Maraval, 1re éd. 1999)
- 3516. La population de l'Antiquité classique (Jean-Nicolas Corvisier, Wieslaw Suder, 1re éd. 2000)
- 3517. Le droit patrimonial de la famille (Frédéric Douet, 1re éd. 1999)
- 3518. Fêtes et traditions occidentales (Nadine Cretin, 1re éd. 1999)
- 3519. Vie politique et société américaines (Marie-Paule Massiani-Fayolle, 1re éd. 1999)
- 3520. Le Kazakhstan (Catherine Poujol, 1re éd. 2000)
- 3521. La peinture espagnole du XVe au XVIe siècle (Pascal Torres Guardiola, 1re éd. 1999)
- 3522. L'éducation routière (Jean-Marc Bailet, 1re éd. 1999)
- 3523. Les médias en Allemagne (Pierre Albert, Ursula E. Koch, 1re éd. 2000)
- 3524. La génétique fondamentale (Gérard Seguin, 1re éd. 2000)
- 3525. Textes du droit des étrangers (Catherine Teitgen-Colly, 1re éd. 1999)
- 3526. La conquête des Amériques au XVIe siècle (Éric Roulet, 1re éd. 2000)
- 3527. Échanges et conflits en Méditerranée (à paraître)
- 3528. L'architecture médiévale en Occident : archéologie et architecture (Damien Carraz, 1re éd. 1999)
- 3529. Les violences scolaires (Jean-Louis Lorrain, 1re éd. 1999)
- 3530. Les droits des patients à l'hôpital (François Ponchon, 1re éd. 1999)
- 3531. Le populisme (Alexandre Dorna, 1re éd. 1999)
- 3532. La fiscalité du marché de l'art (Jacques Fingerhut, 1re éd. 1999)
- 3533. Les risques naturels : la cindynique (Andrée Dagorne, René Dars, 1re éd. 1999)
- 3534. Les régimes spéciaux de Sécurité sociale (Thierry Tauran, 1re éd. 2000)
- 3535. La construction de l'Europe : culture, espace, puissance (François de Teyssier, Gilles Baudier, 1re éd. 2000, 2e éd. 2001, 3e éd. 2003, 4e éd. 2005, 5e éd. 2014, 6e éd. 2016, 7e éd. 2021, 8e éd. 2023)
- 3536. Le droit des affaires en Afrique : OHADA (Philippe Tiger, 1re éd. 1999)
- 3537. La police technique et scientifique (Charles Diaz, 1re éd. 2000) — La police technique et scientifique (Christian Jalby, 1re éd. 2009, 3e éd. 26 mars 2014)
- 3538. Le crime organisé (Xavier Raufer, Stéphane Quéré, 1re éd. 2000)
- 3539. Histoire des mères et de la maternité en Occident (Yvonne Knibiehler, 1re éd. 2000, 3e éd. 14 mars 2012)
- 3540. Les TGV européens : Eurostar, Thalys (Éric Cinotti, Jean-Baptiste Tréboul, 1re éd. 2000)
- 3541. De l'ordinateur à la société de l'information (Solange Ghernaouti-Hélie, Arnaud Dufour, 1re éd. 1999, 2e éd. 2001)
- 3542. Le droit du sport (Jean Gatsi, 1re éd. 2000)
- 3543. L'opéra italien (Gilles de Van, 1re éd. 2000)
- 3544. Les satellites de télécommunication (Nicolas Sennequier, 1re éd. 2000)
- 3545. La France de 1870 à 1958 (Rachid Azzouz, 1re éd. 1999)
- 3546. La criminalité sur Internet (Frédéric-Jérôme Pansier, Emmanuel Jez, 1re éd. 2000)
- 3547. Histoire constitutionnelle de la France (Pierre Bodineau, Michel Verpeaux, 1re éd. 2000)
- 3548. La lexicologie (Roland Eluerd, 1re éd. 2000)
- 3549. La communauté internationale (Philippe Moreau Defarges, 1re éd. 2000)
- 3550. Les femmes et la vie politique française (Véronique Helft-Malz, Paule-Henriette Lévy, 1re éd. 2000)
- 3551. Histoire de l'immunologie (Bernard Genetet, Didier Sicard, 1re éd. 2000)
- 3552. La banque centrale européenne (Michel Dévoluy, 1re éd. 2000)
- 3553. Le système lymphatique (Alexandre Pissas, Jacques Touchon, 1re éd. 2000)
- 3554. Histoire contemporaine de la psychiatrie de l'enfant (Guy Benoît, 1re éd. 2000)
- 3555. La Tour de Babel (Jacques Vicari, 1re éd. 2000)
- 3556. Population et environnement (Hervé Domenach, Michel Picouet, 1re éd. 2000)
- 3557. La vénalité (William Doyle, 1re éd. 2000)
- 3558. Le deuil (Marie-Frédérique Bacqué, Michel Hanus, 1re éd. 2000, 2e éd. 2001, 3e éd. 2003, 4e éd. 2009, 5e éd. 2012, 6e éd. 2014, 7e éd. 2016, 8e éd. 2020, 9e éd. 2023)
- 3559. Les langues de l'Europe (Jacques Allières, 1re éd. 2000)
- 3560. Les normes de droit communautaire (Pierre-Yves Monjal, 1re éd. 2000)
- 3561. La grossesse et le sida (Alain Fignon, Samir Hamamah, 1re éd. 2000)
- 3562. Vocabulaire du christianisme (Michel Feuillet, 1re éd. 2000)
- 3563. L'homophobie (Daniel Borrillo, 1re éd. 2000)
- 3564. Les hispaniques aux États-Unis (Isabelle Vagnoux, 1re éd. 2000)
- 3565. Le commerce de gros (Philippe Dugot, 1re éd. 2000)
- 3566. Le Pacs (Caroline Mécary, Flora Leroy-Forgeot, 1re éd. 2000)
- 3567. La nationalité française (Hugues Fulchiron, 1re éd. 2000)
- 3568. La planète Mars (François Costard, 1re éd. 2000)
- 3569. Les empreintes génétiques (Philippe Roger, 1re éd. 2000)
- 3570. Le vieillissement cérébral (Nitza Thomasson, 1re éd. 2000)
- 3571. Histoire de la laïcité en France (Jean Baubérot, 1re éd. 2000)
- 3572. La politique de la langue française (Marie-Josée de Saint-Robert, 1re éd. 2000)
- 3573. La recherche de la vie dans l'univers (Nathalie Cabrol, Edmond Grin, 1re éd. 2000)
- 3574. Galilée (Georges Minois, 1re éd. 2000)
- 3575. La haute couture (François-Marie Grau, 1re éd. 2000)
- 3576. Le système politique israélien (Julien Bauer, 1re éd. 2000)
- 3577. La protection sociale des personnes âgées en France (Marie-Eve Joël, 1re éd. 2000)
- 3578. La littérature arthurienne (Thierry Delcourt, 1re éd. 2000)
- 3579. L'exégèse juive : exégèse et philosophie dans le judaïsme (Maurice-Ruben Hayoun, 1re éd. 2000)
- 3580. Histoire de l'expropriation (Jean-Louis Harouel, 1re éd. 2000)
- 3581. La métapsychologie (Paul-Laurent Assoun, 1re éd. 2000)
- 3582. La presse sur internet (Charles de Laubier, 1re éd. 2000)
- 3583. Le contentieux douanier (Jean-Marc Fédida, 1re éd. 2001)
- 3584. Les intellectuels et la politique en France (Michel Leymarie, 1re éd. 2001)
- 3585. Le projet urbain (Patrizia Ingallina, 1re éd. 2001)
- 3586. Le logo (Benoît Heilbrunn, 1re éd. 2001)
- 3587. Le vol (Jean-François Gayraud, David Sénat, 1re éd. 2001)
- 3588. Les infections chez l'enfant (Filippo Ferraro, 1re éd. 2001)
- 3589. Psychologie et management (Philippe Burg, Pierre Jardillier, 1re éd. 2000)
- 3590. Les langues scandinaves (Christophe Bord, 1re éd. 2001)
- 3591. Le dessin d'enfant (Philippe Wallon, 1re éd. 2000)
- 3592. Commerce et environnement (Caroline London, 1re éd. 2001)
- 3593. La Société des Nations (Michel Marbeau, 1re éd. 2001)
- 3594. Le communisme (Alexandre Adler, 1re éd. 2001, 2e éd. corrigée 19 mars 2014)
- 3595. L'euthanasie (Nicolas Aumonier, Bernard Beignier, Philippe Letellier, 1re éd. 2001)
- 3596. Le principe de précaution (François Ewald, Christian Gollier, Nicolas de Sadeleer, 1re éd. 2001)
- 3597. La net économie (Andrée Muller, 1re éd. 2001)
- 3598. Le rêve biotechnologique (Lucien Sfez, 1re éd. 2001)
- 3599. Les armes biologiques (Patrick Binder, Olivier Lepick, 1re éd. 2001)
- 3600. Les fantasmes (Michèle Perron-Borelli, 1re éd. 2001)
- 3601. L'Asie Centrale contemporaine (Olivier Roy, 1re éd. 2001, 4e éd. 14 avril 2010)
- 3602. Les tragédies grecques (Pascal Thiercy, 1re éd. 2001)
- 3603. L'environnement du littoral français (Jean-Louis Carsin, 1re éd. 30 juin 2008)
- 3604. Grands textes du droit humanitaire (Véronique Harouel, 1re éd. 2001)
- 3605. Le commerce électronique (François Leslé, Nicolas Macarez, 1re éd. 2001)
- 3606. La rafle du Vél d'Hiv' (Maurice Rajsfus, 1re éd. 2002)
- 3607. Le Grand Orient de France (Alain Bauer, Édouard Boeglin, 1re éd. 2002) — Le Grand Orient de France (Alain Bauer, Pierre Mollier, 1re éd. 28 mars 2012)
- 3608. Le tourisme fluvial (Marie-Madeleine Damien, 1re éd. 2001)
- 3609. Internet et sécurité (Solange Ghernaouti-Hélie, 1re éd. 5 mars 2002)
- 3610. Les origines du cancer : sa thérapie, sa prévention (Louise Harel, 1re éd. 2001)
- 3611. Littérature et musique au XXe siècle (Aude Locatelli, 1re éd. 2001)
- 3612. Max Weber (Laurent Fleury, 1re éd. 2001, 2e éd. 2009, 3e éd. 2016, 4e éd. 2023)
- 3613. L'anarchisme en Europe (Gaetano Manfredonia, 1re éd. 2001)
- 3614. La mortalité chez les jeunes (Jean-Pascal Assailly, 1re éd. 2001)
- 3615. Les maladies respiratoires (Paul Léophonte, 1re éd. 2001)
- 3616. L'historiographie juive (Alain Boyer, Maurice-Ruben Hayoun, 1re éd. 2001)
- 3617. La convergence numérique (Arnaud Dufour, Jean-Christophe Liechti, 1re éd. 3 décembre 2001)
- 3618. L'analyse de la poésie (Jean-Michel Gouvard, 1re éd. 2001)
- 3619. La religion aux États-Unis (Isabelle Richet, 1re éd. 2001)
- 3620. Santé et économie en Europe (Béatrice Majnoni d’Intignano, Philippe Ulmann, 1re éd. 2001, 7e éd. 11 septembre 2013)
- 3621. La fracture sociale (Xavier Emmanuelli, Clémentine Frémontier, 1re éd. 2002)
- 3622. Les dictionnaires de langue française (Jean Pruvost, 1re éd. 2002)
- 3623. Les Juifs ashkénazes (Julien Bauer, 1re éd. 1er décembre 2001)
- 3624. La philosophie des sciences (Dominique Lecourt, 1re éd. 2001, 6e éd. 2015)
- 3625. Les drogues de synthèse (Michel Hautefeuille, Dan Véléa, 1re éd. 2002)
- 3626. L'haptonomie : l'être humain et son affectivité (Dominique Décant-Paoli, 1re éd. 2002, 5e éd. 27 août 2014)
- 3627. La tradition musulmane (Ali Mérad, 1re éd. 1er novembre 2001)
- 3628. L'imagerie cérébrale fonctionnelle (Bernard Mazoyer, 1re éd. 2001)
- 3629. Les trotskysmes (Daniel Bensaïd, 1re éd. 2002, 2e éd. 1er février 2002)
- 3630. La prise de notes (Annie Piolat, 1re éd. 2001)
- 3631. Les maladies à prions (Pierre-Marie Lledo, 1re éd. 2002)
- 3632. Le profilage criminel (Laurent Montet, 1re éd. 2002)
- 3633. La franchise commerciale (Gérard Delteil, 1re éd. 2002)
- 3634. Le droit constitutionnel (Denis Baranger, 1re éd. 2002, 6e éd. 13 mars 2013)
- 3635. Les sciences sociales (Dominique Desjeux, 1re éd. 8 avril 2004)
- 3636. Le libre-échange (Pascal Salin, 1re éd. 2002)
- 3637. L'érotisme (Roger Dadoun, 1re éd. 2003)
- 3638. Le handicap (Pierre Rabischong, 1re éd. 2008, 2e éd. 2012, 3e éd. 2015, 4e éd. 2018, 5e éd. 2023)
- 3639. La Mecque (à paraître)
- 3640. Le Centre Pompidou (à paraître)
- 3641. La langue corse (Marie-Josée Dalbera-Stefanaggi, 1re éd. 2002)
- 3642. La sociologie de l'impôt (Marc Leroy, 1re éd. 2002)
- 3643. Le traité de Versailles (Jean-Jacques Becker, 1re éd. 2002)
- 3644. Les cathédrales (Patrick Demouy, 1re éd. 2007)
- 3645. Mythes et littérature (Frédéric Monneyron, Joël Thomas, 1re éd. 2002, 2e éd. 11 avril 2012)
- 3646. Les robots (Cyril Fiévet, 1re éd. 2002)
- 3647. L'exception culturelle (Serge Regourd, 1re éd. 2002, 2e éd. 19 mars 2004)
- 3648. La télévision sur Internet (Michel Agnola, Rémy Le Champion, 1re éd. 2003)
- 3649. Le modèle français depuis 1945 (Pascal Gauchon, 1re éd. 2002, 5e éd. 26 août 2015)
- 3650. Le réchauffement climatique (Robert Kandel, 1re éd. 2002, 4e éd. 26 mai 2010)
- 3651. Claude Levi-Strauss (Catherine Clément, 1re éd. 2002, 5e éd. 26 mai 2010)
- 3652. Le transport aérien : situations et perspectives (Pierre Merlin, 1re éd. 2002)
- 3653. Vocabulaire de l'Islam (Dominique Sourdel, Janine Sourdel-Thomine, 1re éd. 2002, 2e éd. 2 octobre 2013)
- 3654. La géopolitique contemporaine (Pascal Boniface, François Thual, 1re éd. mai 2005)
- 3655. Lexique de droit constitutionnel (Pierre Avril, Jean Gicquel, 1re éd. 2003, 4e éd. 28 août 2013)
- 3656. Les erreurs judiciaires (Jacques Vergès, 1re éd. 2002, 2e éd. 26 août 2015)
- 3657. La famille (Tony Anatrella, 1re éd. mai 2005)
- 3658. Le hooliganisme (Dominique Bodin, 1re éd. 2003)
- 3659. La fusion nucléaire (Joseph Weisse, 1re éd. 2003)
- 3660. Lacan (Paul-Laurent Assoun, 1re éd. 2003, 2e éd. 2009, 3e éd. 2015, 4e éd. 2017, 5e éd. 2022, 6e éd. 2023)
- 3661. La téléphonie mobile (Karyn Poupée, 1re éd. 2003)
- 3662. Saint Paul (Étienne Trocmé, relecture d’auteur assurée par Ann Trocmé et Claire Trocmé, 1re éd. avril 2003, 3e éd. 1er novembre 2007)
- 3663. Les tueurs en série (Laurent Montet, 1re éd. 2002)
- 3664. Sociologie de la vie quotidienne (Claude Javeau, 1re éd. 2003, 2e éd. 14 septembre 2011)
- 3665. La manipulation (Fabrice d'Almeida, 1re éd. 2003, 2e éd. 2005, 3e éd. 2011, 4e éd. 2017, 5e éd. 2023)
- 3666. La RTT : travailler moins ? (Christine Erhel, Christine Gavini, Laurence Lizé, 1re éd. 2003)
- 3667. La réforme des retraites (Bruno Palier, 1re éd. mars 2003, 5e éd. 15 octobre 2014)
- 3668. Histoire de la Franc-maçonnerie française (Roger Dachez, 1re éd. 2003, 6e éd. avril 2015)
- 3669. Les stratégies monétaires (Denise Flouzat, 1re éd. 2003)
- 3670. La génétique médicale (Josué Feingold, 1re éd. 2003)
- 3671. Le transsexualisme (Colette Chiland, 1re éd. 2003)
- 3672. Sociologie des intellectuels (Gérard Leclerc, 1re éd. 2003)
- 3673. L'ordre maçonnique le Droit Humain (Andrée Prat, Colette Loubatière, 1re éd. novembre 2003, 2e éd. octobre 2013)
- 3674. Les néologismes (Jean Pruvost, Jean-François Sablayrolles, 1re éd. 2003, 2e éd. 14 mars 2012)
- 3675. L'homoparentalité (Martine Gross, 1re éd. 2003)
- 3676. La gouvernance (Philippe Moreau Defarges, 1re éd. 2003, 5e éd. 25 novembre 2015)
- 3677. Les juridictions financières (Jean Raynaud, Jean-Yves Bertucci, 1re éd. 2003)
- 3678. Géopolitique du Proche-Orient (Alexandre Defay, 1re éd. 2003, 5e éd. mise à jour 2011, 6e éd. 2 mai 2013, 7e éd. 2 mars 2016)
- 3679. La stratégie logistique (Pascal Eymery, 1re éd. 2003)
- 3680. Le crime aux États-Unis (Alain Bauer, Émile Perez, 1re éd. 2003)
- 3681. Les polices aux États-Unis (Alain Bauer, Émile Perez, 1re éd. 2003)
- 3682. L'herpès (Philippe Judlin, 1re éd. 2003)
- 3683. Les diasporas (Stéphane Dufoix, 1re éd. 10 octobre 2003)
- 3684. La sanction en éducation (Eirick Prairat, 1re éd. 2003, 5e éd. 24 août 2011)
- 3685. Les bases de données (Isabelle Comyn-Wattiau, Jacky Akoka, 1re éd. 2003)
- 3686. L'excision (Françoise Couchard, 1re éd. 10 octobre 2003)
- 3687. L'instabilité monétaire (Béatrice Majnoni d’Intignano, 1re éd. 2003)
- 3688. La traduction (Michaël Oustinoff, 1re éd. 2003)
- 3689. Constitution de l'Union européenne : texte intégral (Stéphane Rials, Denis Alland, 1re éd. 2003)
- 3690. La variole (Jean-François Saluzzo, 1re éd. 2004)
- 3691. Les pulsions (Dominique Scarfone, 1re éd. 2004)
- 3692. L'Action française (Jacques Prévotat, 1re éd. 2004)
- 3693. Géopolitique des drogues (Alain Labrousse, 1re éd. 2004)
- 3694. Les médias (Francis Balle, 1re éd. 2004, 2e éd. 2006, 3e éd. 2007, 4e éd. 2009, 5e éd. 2010, 6e éd. 2011, 7e éd. 2012, 8e éd. 2014, 9e éd. 2017, 10e éd. 2020, 11e éd. 2023)
- 3695. La façade asiatique du Pacifique (Claude Chancel, Éric-Charles Pielberg, 1re éd. 2004)
- 3696. La philosophie morale (Monique Canto-Sperber, Ruwen Ogien, 1re éd. 2004)
- 3697. Lexique des symboles chrétiens (Michel Feuillet, 1re éd. 2004)
- 3698. Les enfants intellectuellement précoces (Gérard Bleandonu, 1re éd. 2004)
- 3699. Les méthodes de recherche en science de l'éducation (Gaston Mialaret, 1re éd. 2004)
- 3700. La Constitution européenne (Christian Philip, 1re éd. 2004)
- 3701. Jean-Paul II (Dominique Le Tourneau, 1re éd. 2004)
- 3702. Cartels et ententes (Emmanuel Combe, 1re éd. 2004)
- 3703. Investments (Michaël Rockinger, 1re éd. 2004)
- 3704. La culture générale (Éric Cobast, 1re éd. 2005, 3e éd 2024)
- 3705. L'anthropologie (Marc Augé, Jean-Paul Colleyn, 1re éd. 2004)
- 3706. Le pacte de stabilité et de croissance (Jacques Bourrinet, 1re éd. 2004)
- 3707. Psychologie de l'amitié (Jean Maisonneuve, 1re éd. 2004)
- 3708. L'élargissement de l'Europe (Jean-Dominique Giuliani, 1re éd. 2004)
- 3709. Les relations franco-britanniques au XXe siècle (Alexandre Defay, 1re éd. 2004)
- 3710. La réforme des systèmes de santé (Bruno Palier, 1re éd. 2004)
- 3711. Management et sciences cognitives (Alain Bouvier, 1re éd. 2004)
- 3712. La discrimination positive (Gwénaële Calvès, 1re éd. 2004)
- 3713. L'histoire culturelle (Pascal Ory, 1re éd. 2004)
- 3714. La politique étrangère américaine (Maxime Lefebvre, 1re éd. 2004)
- 3715. L'Europe des Lumières (Pierre-Yves Beaurepaire, 1re éd. 2004)
- 3716. L'INA (Emmanuel Hoog, 1re éd. 2006)
- 3717. Les entreprises familiales (Denise Kenyon-Rouvinez, John L. Ward, Catherine Brandenburg, 1re éd. 10 septembre 2004)
- 3718. La géopolitique (Alexandre Defay, 1re éd. 2005, 2e éd. 2012)
- 3719. Le développement durable (Sylvie Brunel, 1re éd. 2004)
- 3720. La précarité (Patrick Cingolani, 1re éd. 2005, 2e éd. 2006, 3e éd. 2011, 4e éd. 2015, 5e éd. 2017, 6e éd. 2023)
- 3721. La psychanalyse américaine (Hélène Tessier, 1re éd. 2005)
- 3722. Georges Canguilhem (Dominique Lecourt, 1re éd. 2008)
- 3723. L'adoption (Caroline Mécary, 1re éd. 2006)
- 3724. Le coaching (Pierre Angel, Patrick Amar, 1re éd. 2005, 2e éd. 2006, 3e éd. 2009, 4e éd. 2010, 5e éd. 2012, 6e éd. 2015, 7e éd. 2017, 8e éd. 2023)
- 3725. Sociologie du protestantisme (Jean-Paul Willaime, 1re éd. 2005)
- 3726. Textes constitutionnels de la Ve République (Stéphane Rials, Bertrand Mathieu, Michel Verpeaux, 1re éd. 2005)
- 3727. La sublimation (Sophie de Mijolla-Mellor, 1re éd. 2005)
- 3728. La philosophie (André Comte-Sponville, 1re éd. 2005)
- 3729. Histoire du système éducatif (Vincent Troger, Jean-Claude Ruano-Borbolan, 1re éd. 2005)
- 3730. Les 100 mots de la gestion (Dominique Roux, 1re éd. 2007, 2e éd. 2009, 3e éd. 2011, 4e éd. 2015)
- 3731. Les 100 mots de l'économie (Jean-Paul Betbèze, 1re éd. 2005, 2e éd. 2007, 3e éd. 2008, 4e éd. revue 2010, 5e éd. 2011, 6e éd. 2016, 7e éd. 2019)
- 3732. Jean-Paul Sartre (Annie Cohen-Solal, 1re éd. 2005)
- 3733. Le droit d'asile (Anicet Le Pors, 1re éd. 2005)
- 3734. L'antisémitisme (Pierre-André Taguieff, 1re éd. 16 septembre 2015, 2e éd. 2022)
- 3735. L'analyse du discours : histoire et pratiques (Francine Mazière, 1re éd. 2005, 3e éd. janvier 2016)
- 3736. Les 100 mots de la finance (Bertrand Jacquillat, 1re éd. 2006, 2e éd. 2007, 3e éd. 2008, 4e éd. 2009, 5e éd. 2011, 6e éd. 2013, 7e éd. 2018)
- 3737. La prospective (Thierry Gaudin, 1re éd. 2005, 2e éd. septembre 2013)
- 3738. Darwin et le darwinisme (Patrick Tort, 1re éd. 2005)
- 3739. Le microcrédit (Jacques Attali, 1re éd. 27 décembre 2005)
- 3740. La contrepèterie (Joël Martin, 1re éd. 2005)
- 3741. Le marché immobilier (Jean-François Sélaudoux, Jean Rioufol, 1re éd. 2005)
- 3742. La Grande Loge nationale française (Jean-Eugène Murat, 1re éd. 2006, 2e éd. juillet 2009)
- 3743. Le journalisme (Thomas Ferenczi, 1re éd. 2005)
- 3744. La fantasy (Jacques Baudou, 1re éd. 2005)
- 3745. le blanchiment (Michel Koutouzis, Jean-François Thony, 1re éd. 2005)
- 3746. La psychiatrie fœtale (Marie-Josée Soubieux, Michel Soulé, 1re éd. 2005)
- 3747. L'expertise en santé publique (Claude Got, 1re éd. 2005)
- 3748. La radio (Patrice Cavelier, Olivier Morel-Maroger, 1re éd. 2005)
- 3749. L'enseignement littéraire (Paul Aron, Alain Viala, 1re éd. 2005)
- 3750. La France de 1914 à 1940 : les difficultés de la République (Jean-Jacques Becker, 1re éd. 2005)
- 3751. Fédéralisme et antifédéralisme (François Vergniolle de Chantal, 1re éd. 2005)
- 3752. Les théories de la connaissance (Jean-Michel Besnier, 1re éd. 2005)
- 3753. Géographie politique (Thierry de Montbrial, 1re éd. 2006)
- 3754. La consommation (Dominique Desjeux, 1re éd. 2006)
- 3755. L'éthique de l'entreprise (Fabienne Cardot, 1re éd. 2006)
- 3756. Les droites en France (Jean Vavasseur-Desperriers, 1re éd. 2006)
- 3757. Sociologie de la mode (Frédéric Monneyron, 1re éd. 2006)
- 3758. L'herméneutique (Jean Grondin, 1re éd. 2006)
- 3759. L'autoanalyse (Gérard Bonnet, 1re éd. 2006)
- 3760. La France de 1870 à 1914 : les succès de la République (André Encrevé, 1re éd. 2006)
- 3761. Les virus émergents (Antoine Gessain, Jean-Claude Manuguerra, 1re éd. 2006)
- 3762. Les 100 mots de la communication (Maurice Lévy, 1re éd. 2006)
- 3763. L'angoisse (Vassilis Kapsambelis, 1re éd. 2007)
- 3764. Le raisonnement médical (Alain-Charles Masquelet, 1re éd. 2006)
- 3765. La guerre d'Algérie (1954-1962) (Guy Pervillé, 1re éd. 2007, 3e éd. mise à jour 2015)
- 3766. La théologie (Thierry Bedouelle, 1re éd. 2007)
- 3767. L'Europe de la Renaissance (Alain Tallon, 1re éd. 2006)
- 3768. Les polices au Québec (Benoît Dupont, Émile Perez, 1re éd. 2006)
- 3769. L'iconoclasme (Marie-France Auzépy, 1re éd. 2006)
- 3770. Numéro non attribué[réf. nécessaire]
- 3771. Santé et environnement (William Dab, 1re éd. 2007)
- 3772. La civilisation byzantine (Bernard Flusin, 1re éd. 2006, 2e éd. 2009, 3e éd. 2012, 4e éd. 2017, 5e éd. 2023)
- 3773. L'insomnie (Zara de Saint-Hilaire, 1re éd. 2006)
- 3774. L'héritage (Anne Gotman, 1re éd. 2006)
- 3775. La neuro-psychanalyse (Jean Benjamin Stora, 1re éd. 2006)
- 3776. Les politiques familiales (Julien Damon, 1re éd. 2006)
- 3777. Philosophie du corps (Maria Michela Marzano, 1re éd. 2007, 2e éd. parue sous le titre La philosophie du corps 2009)
- 3778. Les troubles de l'humeur (Marc Louis Bourgeois, 1re éd. 2006)
- 3779. Les 100 mots du capital-investissement (Patrick Sayer, Maxime de Bentzmann, 1re éd. 30 janvier 2013)
- 3780. Le lien social (Serge Paugam, 1re éd. 2008)
- 3781. La Cour de cassation (Guy Canivet, 1re éd. 30 juin 2008)
- 3782. Les méthodes d'analyse d'enquêtes (Philippe Cibois, 1re éd. 2007)
- 3783. L'arabe (Djamel Eddine Kouloughli, 1re éd. 2007)
- 3784. La paranoïa (Sophie de Mijolla-Mellor, 1re éd. 2007)
- 3785. La résilience (Serge Tisseron, 1re éd. 2007)
- 3786. Le zen (Jean-Luc Toula-Breysse, 1re éd. 2008)
- 3787. Les 100 mots de l'environnement (Henri Proglio, Philippe Langenieux-Villard, Philippe Méchet, 1re éd. 2007)
- 3788. La gastronomie (Jean Vitaux, 1re éd. 2007)
- 3789. Les politiques de l'emploi (Christine Erhel, 1re éd. 2009)
- 3790. La sociologie urbaine (Jean-Jacques Stébé, Hervé Marchal, 1re éd. 2007, 5e éd. mise à jour, 2016)
- 3791. La Grande Loge de France (Alain Graesel, 1re éd. 2008, 3e éd. juin 2014)
- 3792. Les 100 mots de la banque (Georges Pauget, Jean-Paul Betbèze, 1re éd. 2007, 2e éd. 2008, 3e éd. 2010, 4e éd. 2014)
- 3793. L'anthropologie de l'entreprise (à paraître)
- 3794. Les laïcités dans le monde (Jean Baubérot, 1re éd. 2007)
- 3795. La parité (Réjane Sénac-Slawinski, 1re éd. 2008)
- 3796. Sociologie des tendances (Guillaume Erner, 1re éd. 2008)
- 3797. La politique fiscale (Bernard Castagnède, 1re éd. 2008)
- 3798. L'arme nucléaire (Bruno Tertrais, 1re éd. 2008)
- 3799. Les 100 mots de la franc-maçonnerie (Alain Bauer, Roger Dachez, 1re éd. 2007, 2e éd. mars 2010, 3e éd. juin 2017)
- 3800. Les 100 mots de la psychologie (Olivier Houdé, 1re éd. 2008)
- 3801. Le communautarisme (Patrick Savidan, 1re éd. 2007)
- 3802. Les 100 mots de la formation (Jean Wemäere, 1re éd. 2007)
- 3803. Le relativisme (Raymond Boudon, 1re éd. 2008)
- 3804. Les 100 mots des ressources humaines (Jacques Igalens, 1re éd. 2008)
- 3805. Le cancer du col de l'utérus (Roger Dachez, 1re éd. 2008)
- 3806. Les 100 mots de la politique (Dominique Reynié, 1re éd. 2013)
- 3807. Les politiques d'intelligence économique (Éric Delbecque, Gérard Pardini, 1re éd. 2008)
- 3808. Le Tibet (Claude B. Levenson, 1re éd. 2008, 2e éd. mise à jour 26 août 2009)
- 3809. Les 100 mots de l'Internet (Xavier Niel, Dominique Roux, 1re éd. 2008, 2e éd. 2010, 3e éd. mise à jour 28 novembre 2012)
- 3810. La psychiatrie du bébé (Luis Alvarez, Bernard Golse, 1re éd. 2008, 2e éd. mise à jour 25 septembre 2013)
- 3811. La problématologie (Michel Meyer, 1re éd. 2010)
- 3812. L'eugénisme (à paraître)
- 3813. Vidéo-surveillance et vidéo-protection (Alain Bauer, François Freynet, 1re éd. 2008, 2e éd. juin 2012)
- 3814. ADN et enquêtes criminelles (François-Bernard Huyghe, 1re éd. 2008)
- 3815. Les 100 mots de l'énergie (Jean-Marie Chevalier, 1re éd. 2008, 2e éd. 2010)
- 3816. La philosophie politique (à paraître)
- 3817. Les arts premiers (Jean-Jacques Breton, 1re éd. 2008)
- 3818. Les études de sûreté et de sécurité publique (Alain Bauer, François Freynet, 1re éd. 2009)
- 3819. La Grande Loge féminine de France (Marie-France Picart, 1re éd. 2008, 2e éd. septembre 2009)
- 3820. La carte scolaire (Agnès Henriot-van Zanten, Jean-Pierre Obin, 1re éd. 2008)
- 3821. La Ve République (Jean-François Sirinelli, 1re éd. 2008, 4e éd. mise à jour 2019)
- 3822. Les 100 mots du littéraire (Paul Aron, Alain Viala, 1re éd. 2008)
- 3823. L'éthique appliquée (Michela Marzano, 1re éd. 2008)
- 3824. Les 100 mots de la géographie (Jérôme Dunlop, 1re éd. 2009, 2e éd. 24 octobre 2012, 3e éd. 2016, 4e éd. 2019)
- 3825. Les conflits relationnels (Dominique Picard, Edmond Marc Lipiansky, 1re éd. 2008, 2e éd. 2012, 3e éd. 2015, 4e éd. 16 septembre 2020, 5e éd. 2024)
- 3826. La santé publique (Aquilino Morelle, Didier Tabuteau, 1re éd. 2010, 2e éd. 2015, 3e éd. 2017, 4e éd. 2023)
- 3827. Le packaging (Benoît Heilbrunn, Bertrand Barré, 1re éd. 29 février 2012)
- 3828. Histoire du droit (Jean-Marie Carbasse, 1re éd. 2008, 3e éd. 25 novembre 2015)
- 3829. Les 100 mots de la géopolitique (Pascal Gauchon, Jean-Marc Huissoud, 1re éd. 2008, 2e éd. 2010, 3e éd. 2014, 4e éd. 2017, 5e éd. 2019)
- 3830. Les 100 lieux de la géopolitique (Pascal Gauchon, Jean-Marc Huissoud, 1re éd. 2008, 2e éd. 2009, 3e éd. 2010, 4e éd. 2011, 5e éd. 19 août 2015, 6e éd. 2018)
- 3831. Les 100 mots de la culture générale (Éric Cobast, 1re éd. 2008, 2e éd. 2010, 3e éd. 2017)
- 3832. Les droits de la défense (à paraître)
- 3833. Les 100 mots des services (Georges Drouin, Jean-Paul Betbèze, 1re éd. 2008)
- 3834. La Turquie (Alexandre Defay, 1re éd. 2011)
- 3835. La Caisse des dépôts (Jeanne Schpilberg-Katz, 1re éd. 2008) — La Caisse des dépôts (Frédéric Thiveaud, 1re éd. 27 avril 2016)
- 3836. Les 100 mots de la police et du crime (Alain Bauer, Émile Perez, 1re éd. 2009)
- 3837. La responsabilité sociale de l'entreprise (Jean-Pascal Gond, Jacques Igalens, 1re éd. 2008, 2e éd. 2010, 3e éd. 2011, 4e éd. 2014, 5e éd. 2016, 6e éd. 2018, 7e éd. 2020, 8e éd. 2023)
- 3838. La science économique (Jean-Claude Casanova, 1re éd. 2010)
- 3839. La philosophie de la religion (Jean Grondin, 1re éd. 2009, 3e éd. 23 septembre 2015)
- 3840. Les 100 mots des marchés dérivés (Delphine Lautier, Yves Simon, 1re éd. 2009)
- 3841. Les armes non létales (François-Bernard Huyghe, 1re éd. 2009)
- 3842. Les 100 mots de l'assurance (à paraître)
- 3843. Les 100 mots de la comptabilité (Laurent Batsch, Dominique Bonsergent, 1re éd. 2009, 2e éd. 2013, 3e éd. 2016)
- 3844. La médecine humanitaire (Rony Brauman, 1re éd. 2009, 2e éd. 21 avril 2010)
- 3845. L'hyperactivité (Gabriel Wahl, 1re éd. 2009) — Les enfants hyperactifs (TDAH) (Gabriel Wahl, 2e éd. 2012, 3e éd. 2019, 4e éd. 2024)
- 3846. Les 100 mots de la crise financière (Bernard Jacquillat, Vivien Lévy-Garboua, 1re éd. 2009, 2e éd. 2009, 3e éd. 2010, 4e éd. 2011, 5e éd. 16 octobre 2013)
- 3847. Les droits sociaux (Carlos Miguel Herrera, 1re éd. 2009)
- 3848. Les biobanques (Florence Bellivier, Christine Noiville, 1re éd. 2009)
- 3849. Les 100 mots du nucléaire (Anne Lauvergeon, Bertrand Barré, 1re éd. 2009)
- 3850. Les 100 mots de l'édition (Serge Eyrolles, 1re éd. 2009)
- 3851. Les 100 mots de l'épargne (Gérard Bekerman, 1re éd. 2010, 2e éd. 22 mai 2013)
- 3852. L'art italien (Michel Feuillet, 1re éd. 13 mai 2009)
- 3853. Le commerce équitable (Jean-Pierre Doussin, 1re éd. 2009, 2e éd. 4 mai 2011)
- 3854. Les 100 mots de la psychanalyse (Jacques André, 1re éd. 2009, 2e éd. 17 août 2011)
- 3855. Les 100 mots du vin (Gérard Margeon, 1re éd. 26 août 2009)
- 3856. Les fichiers de police et de gendarmerie (Alain Bauer, Christophe Soullez, 1re éd. 2009, 2e éd. 12 octobre 2011)
- 3857. La rationalité (Raymond Boudon, 1re éd. 2009)
- 3858. Le dispositif médical (Antoine Audry, Jean-Claude Ghislain, 1re éd. 9 septembre 2009)
- 3859. Les météorites (Matthieu Gounelle, 1re éd. 19 août 2009)
- 3860. Les 100 mots des neurosciences (Michel Imbert, 1re éd. septembre 2010)
- 3861. Les 100 mots du marxisme (Gérard Duménil, Michael Löwy, Emmanuel Renault, 1re éd. 2009, 2e éd. 2023)
- 3862. Les 100 dates de la culture générale (Éric Cobast, 1re éd. 2009, 2e éd. 2017, 3e éd. 2024)
- 3863. Le crime contre l'humanité (Mireille Delmas-Marty, Isabelle Fouchard, Emanuela Fronza, Laurent Neyret, 1re éd. 2009, 2e éd. 2013, 3e éd. 2018, 4e éd. 2023)
- 3864. Les 100 mots du marketing (Michel Chevalier, Pierre-Louis Dubois, 1re éd. 25 novembre 2009)
- 3865. Les 100 mots de la Chine (André Chieng, Jean-Paul Betbèze, 1re éd. 16 juin 2010)
- 3866. La guerre (Bruno Tertrais, 1re éd. 2010, 2e éd. 11 juin 2014)
- 3867. John Maynard Keynes (Bernard Gazier, 1re éd. 2009)
- 3868. Les croyances collectives (Pascal Sanchez, 1re éd. 28 octobre 2009)
- 3869. Les 100 mots des télécommunications (Patrick-Yves Badillo, Dominique Roux, 1re éd. 14 octobre 2009)
- 3870. Les 100 mots de la sociologie (Serge Paugam, 1re éd. 7 avril 2010)
- 3871. Les 100 mots de la régulation (Marie-Anne Frison-Roche, 1re éd. 5 janvier 2011)
- 3872. Les 100 mots du droit des affaires (Alain Couret, Lucien Rapp, 1re éd. 20 janvier 2010)
- 3873. Les 100 mots de Freud (Robert François, 1re éd. 23 décembre 2009)
- 3874. Les écoutes téléphoniques (François-Bernard Huyghe, 1re éd. 12 novembre 2009)
- 3875. Le médicament générique (Alexis Dussol, 1re éd. 18 novembre 2009)
- 3876. Les 100 mots du luxe (Christian Blanckaert, 1re éd. 2010, 2e éd. 2012)
- 3877. Les royaumes barbares en Occident (Magali Coumert, Bruno Dumézil, 1re éd. 2010, 2e éd. 2014, 3e éd. mise à jour 2017,  5e éd. 2024)
- 3878. Les états limites (Vincent Estellon, 1re éd. 2010, 2e éd. 2011, 3e éd. 2014, 4e éd. 2017, 5e éd. 2019, 6e éd. 2023)
- 3879. Les 100 mots du romantisme (Bruno Viard, 1re éd. 12 mai 2010)
- 3880. Les 100 mythes de la culture générale (Éric Cobast, 1re éd. 2010, 2e éd. 10 février 2016)
- 3881. L'information et le renseignement par Internet (Laurence Ifrah, 1re éd. 26 mai 2010)
- 3882. Les 100 mots de la Provence (Marc Dumas, 1re éd. 2 février 2011)
- 3883. Les 100 mots du marché de l'art (Marie-Aurore de Boisdeffre, Hervé Chayette, 1re éd. 18 juin 2014)
- 3884. Les 100 mots de la diététique et de la nutrition (Florence Pujol, 1re éd. 2 juin 2010)
- 3885. Le Rite Écossais Rectifié (Roger Dachez, Jean-Marc Pétillot, 1re éd. septembre 2010)
- 3886. Les 100 mots du surréalisme (Paul Aron, Jean-Pierre Bertrand, 1re éd. 2010, 2e éd. mise à jour 12 novembre 2014)
- 3887. Les industries éducatives (Pierre Mœglin, 1re éd. 25 août 2010)
- 3888. Droits et libertés fondamentaux (Michel Levinet, 1re éd. 1er septembre 2010)
- 3889. Les 100 mots du droit (François Gaudu, 1re éd. 20 octobre 2010)
- 3890. Les 100 mots du Moyen Âge (Nelly Labère, Bénédicte Sère, 1re éd. 8 septembre 2010)
- 3891. La cybersécurité (Nicolas Arpagian, 1re éd. 2010, 2e éd. mise à jour 26 août 2015)
- 3892. L'éthique du journalisme (Éric Rohde, 1re éd. 17 novembre 2010)
- 3893. Les 100 mots de la gastronomie (Alain Bauer, Laurent Plantier, 1re éd. 17 novembre 2010)
- 3894. Le théâtre (Alain Viala, Daniel Mesguich, 1re éd. 16 mars 2011)
- 3895. La gestation pour autrui (Valérie Sebag, à paraître)
- 3896. Les 100 mots de l'Europe (Jean-Paul Betbèze, Jean-Dominique Giuliani, 1re éd. 20 avril 2011)
- 3897. Les 100 mots du terrorisme (Alain Bauer, Jean-Louis Bruguière, 1re éd. 30 novembre 2010)
- 3898. Les 100 mots de la Grèce antique (Alain Billault, 1re éd. 14 mars 2012, 2e éd. 2018, 3e éd. 2023)
- 3899. La guerre économique (Éric Delbecque, Christian Harbulot, 1re éd. 5 janvier 2011)
- 3900. Statistiques criminelles et enquêtes (Alain Bauer, Cyril Rizk, Christophe Soullez, 1re éd. 5 janvier 2011)
- 3901. La politique étrangère européenne (Maxime Lefebvre, 1re éd. 12 janvier 2011)
- 3902. L'éthique animale (Jean-Baptiste Jeangène Vilmer, 1re éd. 2011, 2e éd. 6 mai 2015)
- 3903. L'éthique du "care" (Fabienne Brugère, 1re éd. 2011, 2e éd. 19 mars 2014)
- 3904. Les 100 mots de la philosophie (Frédéric Worms, 1re éd. 13 mars 2013)
- 3905. Le web marketing (Stéphane Bodier, Jocelyne Kauffmann, Pierre Chappaz, 1re éd. 2011, 2e éd. 5 novembre 2014)
- 3906. La question prioritaire de constitutionnalité (Julien Bonet, Pierre-Yves Gahdoun, 1re éd. 14 mai 2014)
- 3907. Les 100 mots de la justice (Denis Salas, 1re éd. 23 mars 2011)
- 3908. Les finances publiques (Frank Mordacq, 1re éd. 2011, 3e éd. 5 février 2014)
- 3909. Les 100 mots de la sexualité (Jacques André, 1re éd. 9 février 2011)
- 3910. Les 100 mots qui ont fait 2013 (Éric Cobast, 1re éd. 8 janvier 2014)
- 3911. Les addictions (Mathilde Saïet, 1re éd. 2011, 2e éd. 2015, 3e éd. 2019, 4e éd. 2023)
- 3912. La sécurité privée en France (Daniel Warfman, Frédéric Ocqueteau, 1re éd. 8 juin 2011)
- 3913. Les rites maçonniques anglo-saxons (Alain Bauer, Roger Dachez, 1re éd. mai 2011)
- 3914. L'évaluation des politiques éducatives (Xavier Pons, 1re éd. 6 avril 2011)
- 3915. Sociologie des institutions (Virginie Tournay, 1re éd. 4 mai 2011)
- 3916. Le Rite Écossais Ancien et Accepté (Yves-Max Viton, 1re éd. janvier 2012)
- 3917. Les biomédicaments (Marina Cavazzana-Calvo, Dominique Debiais, 1re éd. 23 novembre 2011)
- 3918. Le Rite français (Alain Bauer, Gérard Meyer, 1re éd. 29 août 2012)
- 3919. Les 100 mots de la fonction publique (Marcel Pochard, 1re éd. 29 juin 2011)
- 3920. Les 100 mots de la Bretagne (Patrick Poivre d’Arvor, 1re éd. 6 juin 2012)
- 3921. Sociologie de l'innovation (Gérard Gaglio, 1re éd. 6 juillet 2011)
- 3922. Les 100 dates du droit (Jean-Marie Carbasse, 1re éd. 2011, 2e éd. 25 novembre 2015, 3e éd. 2018)
- 3923. Les politiques publiques de sécurité (Alain Bauer, Christophe Soullez, 1re éd. 31 août 2011)
- 3924. Le Paléolithique (Boris Valentin, 1re éd. 2011, 3e éd. 2024)
- 3925. Les secrets de famille (Serge Tisseron, 1re éd. 5 octobre 2011)
- 3926. Les 100 mots de l'éducation (Patrick Rayou, Agnès van Zanten, 1re éd. 2011, 2e éd. 19 août 2015, 3e éd. 2018)
- 3927. Les 100 mots du symbolisme (Paul Aron, Jean-Pierre Bertrand, 1re éd. 21 septembre 2011)
- 3928. Le décrochage scolaire (Pierre-Yves Bernard, 1re éd. 2011, 3e éd. mise à jour 28 octobre 2015)
- 3929. Les violences à l'école (Cécile Carra, Daniel Faggianelli, 1re éd. 26 octobre 2011)
- 3930. Les 100 mots de la musique classique (Thierry Geffrotin, 1re éd. 28 septembre 2011)
- 3931. Les rites maçonniques égyptiens (Roger Dachez, 1re éd. 18 janvier 2012)
- 3932. Le Front populaire (Jean Vigreux, 1re éd. 12 octobre 2011)
- 3933. L'historiographie (Nicolas Offenstadt, 1re éd. 2011, 2e éd. 24 février 2016)
- 3934. Les bibliothèques (Pierre Carbone, 1re éd. 19 septembre 2012, 2e éd. 2017, 3e éd. 2023)
- 3935. L'ancien et le moyen français (Joëlle Ducos, Olivier Soutet, 1re éd. 25 janvier 2012)
- 3936. Les 100 lieux de la gastronomie (Alain Bauer, Laurent Plantier, 1re éd. 11 janvier 2012)
- 3937. Les familles recomposées (Julien Damon, 1re éd. 29 février 2012)
- 3938. Les 100 mots de l'enfant (Jacques André, 1re éd. 28 août 2013)
- 3939. L'acquisition du langage (Michèle Kail, 1re éd. 2012, 2e éd. 8 avril 2015)
- 3940. Histoire du judaïsme (Éric Smilevitch, 1re éd. 8 février 2012)
- 3941. L'acquisition du nombre (Michel Fayol, 1re éd. 2012, 2e éd. 28 août 2013)
- 3942. Les assurances maladie (Pierre-Louis Bras, Didier Tabuteau, 1re éd. 29 février 2012)
- 3943. Le tai chi chuan (Marianne Plouvier, Bruno Gérentes, 1re éd. 16 mai 2012)
- 3944. Les 100 mots de Marseille (Jeanne Laffitte, Olivier Pastré, 1re éd. 2012, 2e éd. 2017, 3e éd. 2023)
- 3945. Les 100 mots du cinéma (Yves Rousset-Rouard, 1re éd. 18 avril 2012)
- 3946. Le narcissisme (Paul Denis, 1re éd. 2012, 2e éd. 28 octobre 2015)
- 3947. Les 100 mots de l'eau (Jean-Louis Chaussade, Maryvonne Pellay, 1re éd. 29 août 2012)
- 3948. L'IVG (Israël Nisand, Luisa Araújo-Attali, Anne-Laure Schillinger-Decker, 1re éd. 23 mai 2012)
- 3949. Les enquêtes PISA (Georges Felouzis, Samuel Charmillot, 1re éd. 19 septembre 2012)
- 3950. Sociologie des sciences (Yves Gingras, 1re éd. 13 février 2013)
- 3951. Les 100 histoires des Jeux olympiques (Mustapha Kessous, 1re éd. 30 mai 2012)
- 3952. Paul Ricœur (Jean Grondin, 1re éd. 16 janvier 2013)
- 3953. Les options et futures financiers (à paraître)
- 3954. L'École de Palo Alto (Dominique Picard, Edmond Marc, 1re éd. 2013, 2e éd. 2015, 3e éd. 2020, 4e éd. 2023)
- 3955. Histoire de la Rome antique (Yann Le Bohec, 1re éd. 2012, 3e éd. 2024)
- 3956. Les 100 mots de la gestion d'actifs (Jean-François Boulier, Carlos Pardo, 1re éd. 2013, 2e éd. 14 janvier 2014)
- 3957. Le nazisme (à paraître)
- 3958. Les risques psychosociaux (Gérard Valléry, Sylvain Leduc, 1re éd. 2012, 2e éd. 2014, 3e éd. 2017, 4e éd. 2023)
- 3959. Histoire des États-Unis (François Durpaire, 1re éd. 2013, 2e éd. 3 février 2016)
- 3960. La publicité (Luc Chomarat, 1re éd. 3 avril 2013)
- 3961. Les 100 mots de la Grande Guerre (André Loez, 1re éd. 4 septembre 2013)
- 3962. Les névroses (Maxime Zaïdin, 1re éd. 2023)
- 3963. Les 100 mots du judaïsme (à paraître)
- 3964. Gilles Deleuze (Igor Krtolica, 1re éd. 26 août 2015)
- 3965. La gestion de crise (Laurent Combalbert, Éric Delbecque, 1re éd. 31 octobre 2012)
- 3966. Le droit international (Emmanuelle Tourme-Jouannet, 1re éd. 13 février 2013)
- 3967. René Descartes (Laurence Devillairs, 1re éd. 12 juin 2013)
- 3968. Action publique et environnement (Pierre Lascoumes, 1re éd. 21 novembre 2012)
- 3969. Les 100 mots de la politique monétaire (Christian de Boissieu, 1re éd. 3 juin 2020)
- 3970. L'acquisition de l'écrit (Michel Fayol, 1re éd. 28 août 2013)
- 3971. Les 100 histoires du Tour de France (Mustapha Kessous, Clément Lacombe, 1re éd. 29 mai 2013)
- 3972. L'économie du spectacle vivant (Isabelle Barbéris, Martial Poirson, 1re éd. 2013, 2e éd. 17 février 2016)
- 3973. La mondialisation culturelle (François Chaubet, 1re éd. 13 mars 2013)
- 3974. Les 100 mots du rêve (Jean-Pol Tassin, Serge Tisseron, 1re éd. 2014, 2e éd. 2023)
- 3975. Géopolitique de la Méditerranée (Bouchra Rahmouni Benhida, Younes Slaoui, 1re éd. 3 avril 2013)
- 3976. Les 100 mots de l'Italie (Michel Feuillet, 1re éd. 18 septembre 2013, 2e éd. 2019)
- 3977. Le contrôle de gestion (Nicolas Berland, 1re éd. 4 juin 2014)
- 3978. Les 100 mots de l'opéra (Philippe Jordan, Emmanuelle Josse, 1re éd. 2 mai 2013)
- 3979. Lexique des symboles maçonniques (Roger Dachez, Alain Bauer, 1re éd. novembre 2014, 2e éd. mars 2017)
- 3980. Les hiéroglyphes égyptiens (Jean Winand, 1re éd. 28 août 2013)
- 3981. Le vieillissement psychique (Benoît Verdon, 1re éd. 11 septembre 2013, 2e éd. 9 mars 2016)
- 3982. Les classes moyennes (Julien Damon, 1re éd. 29 mai 2013)
- 3983. La sexualité masculine (Jacques André, 1re éd. 6 février 2013)
- 3984. L'Empire britannique (Fabrice Bensimon, 1re éd. 20 novembre 2013)
- 3985. Les inégalités scolaires (Georges Felouzis, 1re éd. 20 août 2014)
- 3986. Les 100 mots de l'entreprise (David Simonnet, 1re éd. 20 janvier 2016)
- 3987. Les 100 dates de l'histoire de l'Église (Bénédicte Sère, 1re éd. 16 mai 2018)
- 3988. Les sex-addicts (Vincent Estellon, 1re éd. 19 mars 2014)
- 3989. Les 100 mots de Proust (Michel Erman, 1re éd. 2 mai 2013, 2e éd. 14 septembre 2016)
- 3990. Les 100 mots des Alpes (Jean Guibal, Philippe Langenieux-Villard, 1re éd. 26 mars 2014)
- 3991. Le design (Stéphane Vial, 1re éd. 21 janvier 2015)
- 3992. La permaculture (Nelly Pons, Perrine Hervé-Gruyer, 1re éd. 1er juin 2022)
- 3993. La franc-maçonnerie (Roger Dachez, Alain Bauer, 1re éd. 2013, 2e éd. 2016, 3e éd. 2023)
- 3994. Sociologie des migrations (Sylvie Mazzella, 1re éd. 7 mai 2014)
- 3995. Le harcèlement moral au travail (Marie-France Hirigoyen, 1re éd. 29 janvier 2014)
- 3996. Les 100 mots de la crise de l'euro (Bertrand Jacquillat, Vivien Levy-Garboua, 1re éd. 9 avril 2014)
- 3997. La méditation (Fabrice Midal, 1re éd. 15 janvier 2014)
- 3998. Histoire du communisme (Romain Ducoulombier, 1re éd. 15 octobre 2014)
- 3999. La parenté (Chantal Collard, Françoise Zonabend, 1re éd. 27 mai 2015)
- 4000. Les 100 mots de la maternité (Muriel Flis-Trèves, 1re éd. 26 mars 2014)

## Numéros 4001 à 4309
- 4001. Psychologie des écrans (Xanthie Vlachopoulou, Sylvain Missonnier, 1re éd. 15 avril 2015)
- 4002. L'orthographe (Michel Fayol, Jean-Pierre Jaffré, 1re éd. 27 août 2014)
- 4003. Les trous noirs (Matteo Smerlak, 1re éd. 30 mars 2016)
- 4004. Les 100 mots du management (Maurice Thévenet, 1re éd. 12 mars 2014, 2e éd. 2018, 3e éd. 2023)
- 4005. L'acquisition de plusieurs langues (Michèle Kail, 1re éd. 25 février 2015)
- 4006. La Gestalt-thérapie (Chantal Masquelier-Savatier, 1re éd. 21 janvier 2015)
- 4007. L'acquisition de l'art (à paraître)
- 4008. Les anorexies mentales (Sarah Vibert, 1re éd. 27 mai 2015)
- 4009. Les musées de France (Marie-Christine Labourdette, 1re éd. 21 janvier 2015)
- 4010. Les 100 histoires de la Coupe du monde de football (Mustapha Kessous, 1re éd. 28 mai 2014)
- 4011. Les méthodes quantitatives (Fanny Bugeja, Marie-Paule Couto, 1re éd. 10 juin 2015)
- 4012. La responsabilité de protéger (Jean-Baptiste Jeangène Vilmer, 1re éd. 11 novembre 2015)
- 4013. Les 100 mots de la ville (Julien Damon, Thierry Paquot, 1re éd. 24 septembre 2014)
- 4014. Géopolitique des islamismes (Anne-Clémentine Larroque, 1re éd. 22 octobre 2014, 3e éd. mise à jour 2021)
- 4015. Le droit des malades (Anne Laude, Didier Tabuteau, 1re éd. 31 août 2016)
- 4016. Les 100 citations de la philosophie (Laurence Devillairs, 1re éd. 11 février 2015, 2e éd. 2017, 3e éd. 2019, 4e éd. 2023)
- 4017. Le burn-out (Philippe Zawieja, 1re éd. 8 avril 2015)
- 4018. Histoire de la psychologie (Olivier Houdé, 1re éd. 20 janvier 2016)
- 4019. Les méthodes en psychologie (Grégoire Borst,  1re éd. 22  août 2018, 3e éd. 16 novembre 2022)
- 4020. Histoire de l'Allemagne : 1806 à nos jours (Johann Chapoutot, 1re éd. 17 septembre 2014)
- 4021. La dépression (Pascal-Henri Keller, 1re éd. 2016, 2e éd. 2020, 3e éd. 2023)
- 4022. En préparation
- 4023. En préparation
- 4024. La mort (Alexandrine Schniewind, 1re éd. 18 mai 2016)
- 4025. En préparation
- 4026. En préparation
- 4027. Le Big Data (Pierre Delort, 1re éd. 22 avril 2015)
- 4028. Les 100 mots de l'impressionnisme (Jean-Jacques Breton, 1re éd. 6 mai 2015)
- 4029. Théâtre et dramathérapie (Jean-Pierre Klein, 1re éd. 2015, 2e éd. 2023)
- 4030. Le réseau des URSSAF (Jean-Louis Rey, Brigitte Laloupe, 1re éd. 7 juin 2017)
- 4031. Les 100 mots de la Shoah (Tal Bruttmann, Christophe Tarricone, 1re éd. 2 mars 2016)
- 4032. Les réformes territoriales (Jean-Félix de Bujadoux, 1re éd. 7 octobre 2015)
- 4033. Shakespeare (Jean-Michel Déprats, 1re éd. 13 avril 2016)
- 4034. L'EMDR (Jacques Roques, 1re éd. 15 juin 2016)
- 4035. La sécurité sociale (Julien Damon, Benjamin Ferras, 1re éd. 30 septembre 2015)
- 4036.  Les baby blues (Jacques Dayan, 1re éd. 8 juin 2016) — Les Dépressions post-partum (Jacques Dayan, 2e éd. 16 novembre 2022)
- 4037. Simone Weil (Florence de Lussy, 1re éd. 5 octobre 2016)
- 4038. Le harcèlement scolaire (Nicole Catheline, 1re éd. 2015, 2e éd. 2018, 3e éd. 2023)
- 4039. Les 101 mots de la pataphysique (Collège de 'Pataphysique, 1re éd. 10 février 2016)
- 4040. Les troubles bipolaires (Marc Masson, 1re éd. 9 mars 2016)
- 4041. En préparation
- 4042. La guerre froide (Catherine Durandin, 1re éd. 2016, 2e éd. 2019, 3e éd. 2023)
- 4043. Géopolitique de la Russie (Jean-Sylvestre Mongrenier, Françoise Thom, 1re éd. 4 mai 2016)
- 4044. Les 100 histoires de la mythologie grecque et latine (Joël Schmidt, 1re éd. 27 avril 2016, 2e éd. 2018) — Les 100 légendes de la mythologie grecque et romaine (Joël Schmidt, 1re éd. 2024)
- 4045. Géopolitique de l'Ukraine (Emmanuelle Armandon, 1re éd. 9 novembre 2016)
- 4046. La médiation culturelle (Bruno Nassim Aboudrar, François Mairesse, 1re éd. 14 septembre 2016)
- 4047. En préparation
- 4048. Histoire mondiale des féminismes (Florence Rochefort, 1re éd. 22 août 2018)
- 4049. Les 100 mots du Coran (Malek Chebel, 1re éd. 12 avril 2017)
- 4050. Les chrétiens d'Orient (Bernard Heyberger, 1re éd. 15 mars 2017)
- 4051. En préparation
- 4052. Les violences conjugales (Liliane Daligand, 1re éd. 2016, 2e éd. 2019, 3e éd. 2023)
- 4053. Les thérapies cognitives et comportementales (Jérôme Palazzolo, 1re éd. 25 mai 2016)
- 4054. Les 100 mots de la génétique (Dominique Stoppa-Lyonnet, 1re éd. 15 mars 2017, 2e éd. 1 décembre 2022)
- 4055. Les 100 mots de Venise (Olympia Alberti, 1re éd. 8 juin 2016)
- 4056. La programmation neuro-linguistique (PNL) (Alain Thiry, 1re éd. 24 août 2016)
- 4057. Les 100 mots de la Bible (Thomas Römer, 1re éd. 19 octobre 2016)
- 4058. En préparation
- 4059. Les 100 mots de l'Histoire (Johann Chapoutot, 1re éd. 15 septembre 2021)
- 4060. Lexique des symboles de la mythologie grecque (Sonia Darthou, 1re éd. 2017, 3e éd. 2024)
- 4061. Les sources du droit (Stefan Goltzberg, 1re éd. 7 septembre 2016)
- 4062. Le génocide des Tutsis au Rwanda (Filip Reyntjens, 1re éd. 5 avril 2017)
- 4063. Apraxie et troubles d'utilisation d'outils (François Osiurak, 1re éd. 1er juin 2016)
- 4064. Le djihadisme (Abdelasiem El Difraoui, 1re éd. 9 novembre 2016)
- 4065. Les élèves en situation de handicap (Martine Caraglio, 1re éd. 24 mai 2017)
- 4066. Les théories du complot (Pierre-André Taguieff, 1re éd. 24 mars 2021)
- 4067. En préparation
- 4068. Le véganisme (Valéry Giroux, Renan Larue, 1re éd. 13 septembre 2017)
- 4069. Les pervers narcissiques (Alberto Eiguer, 1re éd. 15 février 2017)
- 4070. L'économie sociale et solidaire (Géraldine Lacroix, Romain Slitine, 1re éd. 2 novembre 2016, 2e éd. 2019, 3e éd. 1er février 2023)
- 4071. Les 100 mots des sciences de l'information et de la communication (Jean-Baptiste Legavre, Rémy Rieffel, 1re éd. 30 août 2017)
- 4072. Géopolitique de la Chine (Mathieu Duchâtel, 1re éd. 21 juin 2017)
- 4073. Les retraites complémentaires Agirc-Arrco (François Charpentier, 1re éd. 22 septembre 2016)
- 4074. L'éthologie (Michel Kreutzer, 1re éd. 10 mai 2017)
- 4075. Théories des relations internationales (Jean-Baptiste Jeangène Vilmer, 1re éd. 2020, 2e éd. 2023)
- 4076. Les adultes surdoués (Gabriel Wahl, 1re éd. 10 mai 2017)
- 4077. La Réforme (1517-1564) (Pierre-Olivier Léchot, 1re éd. 20 septembre 2017)
- 4078. L'hypnose (Antoine Bioy, 1re éd. 18 octobre 2017)
- 4079. Le shiatsu (Michel Odoul, 1re éd. 11 janvier 2017)
- 4080. La sophrologie (Richard Esposito, 1re éd. 26 septembre 2018)
- 4081. Les 100 mots de la couleur (Amandine Gallienne, 1re éd. 15 février 2017, 2e éd. 2019)
- 4082. Crises financières et régulations bancaires (Bruno Moschetto, Bruno-Laurent Moschetto, 1re éd. 17 mai 2017)
- 4083. Les 100 mots des Arts décoratifs (Laurent Cauwet, 1re éd. 13 septembre 2017)
- 4084. Les 100 mots de l'adolescent (Vincent Estellon, Fanny Dargent, 1re éd. 21 mars 2018)
- 4085. Les 100 mots de la République (Olivier Christin, Frédéric Worms, Stéphan Soulié 1re éd. 2017, 2e éd. 2023)
- 4086. La Cour pénale internationale (Raphaëlle Nollez-Goldbach, 1re éd. 10 octobre 2018)
- 4087. L'art brut (Émilie Champenois, 1re éd. 31 mai 2017)
- 4088. Les troubles du sommeil (Damien Léger, 1re éd. 8 mars 2017)
- 4089. La thérapie familiale (Sébastien Dupont, 1re éd. 16 août 2017)
- 4090. La méditation de pleine conscience (Corinne Isnard Bagnis, 1re éd. 2017, 2e éd. 2021, 3e éd. 2023)
- 4091. La Colombie (Jean-Michel Blanquer, 1re éd. 16 août 2017)
- 4092. L'épuration en France (Marc Bergère, 1re éd. 2018, 2e éd. 2023)
- 4093. En préparation
- 4094. Les 100 mots du roman (Yves Stalloni, 1re éd. 8 novembre 2017)
- 4095. Les 100 légendes de la mythologie nordique (Patrick Guelpa, 1re éd. 10 janvier 2018)
- 4096. L'intelligence (Olivier Houdé, 1re éd. 8 septembre 2021)
- 4097. Les droits du consommateur (Jean-Denis Pellier, 1re éd. 27 février 2019)
- 4098. Les abolitions de l'esclavage (Marcel Dorigny, 1re éd. 18 avril 2018)
- 4099. Les origines du conflit israélo-arabe (1870-1950) (Georges Bensoussan, 1re éd. 18 janvier 2023)
- 4100. La maladie de Parkinson (Chantal Hausser-Hauw, 1re éd. 11 avril 2018, 2e éd. 26 octobre 2022)
- 4101. La pédagogie Montessori (Charlotte Poussin, 1re éd. 30 août 2017)
- 4102. Alerte et lanceurs d'alerte (Francis Chateauraynaud, 1re éd. 19 août 2018)
- 4103. Histoire de Jérusalem (Michael Jasmin, 1re éd. 2018, 2e éd 2023)
- 4104. En préparation
- 4105. En préparation
- 4106. René Girard (Christine Orsini, 1re éd. 2018, 2e éd. 2023)
- 4107. La France périurbaine (Hervé Marchal, Jean-Marc Stébé, 1re éd. 22 août 2020)
- 4108. Le Déclin de l'Empire romain (Joël Schmidt, 1re éd. 10 janvier 2018)
- 4109. Les 100 lieux de la culture générale (Éric Cobast, 1re éd. 30 mai 2018)
- 4110. En préparation
- 4111. La musicothérapie (François-Xavier Vrait, 1re éd. 14 mars 2018, 2e éd. 26 octobre 2022)
- 4112. Les 100 mots de la danse (Geisha Fontaine, 1re éd. 2018, 2e éd 2023)
- 4113. Les grandes famines soviétiques (Nicolas Werth, 1re éd. 8 janvier 2020)
- 4114. Les 100 mots de la poésie (Jean-Michel Maulpoix, 1re éd. 7 mars 2018)
- 4115. Mai 68 (Bibia Pavard, 1re éd. 4 avril 2018)
- 4116. Le droit d'asile (Catherine Teitgen-Colly, 1re éd. 15 mai 2019)
- 4117. Le droit comparé (Stefan Goltzberg, 1re éd. 12 septembre 2018)
- 4118. Le droit des contrats (Muriel Fabre-Magnan, 1re éd. 2018, 2e éd. 2023)
- 4119. En préparation
- 4120. Les 100 mots de Rome (Bruno Racine, 1re éd. 9 janvier 2019)
- 4121. La maladie d'Alzheimer (Jean-Jacques Hauw, 1re éd. 21 septembre 2019)
- 4122. L'archéologie (Anne Lehoërff, 1re éd. 20 mars 2019)
- 4123. Le Big Bang (Françoise Combes, 1re éd. 13 février 2019)
- 4124. Léonard de Vinci (Mathieu Deldicque, 1re éd. 20 mars 2019)
- 4125. Le devoir de mémoire (Johann Michel, 1re éd. 10 octobre 2018)
- 4126. Le taoïsme (Rémi Mathieu, 1re éd. 4 septembre 2019)
- 4127. En préparation
- 4128. Les 100 mots de Baudelaire (Carlo Ossola, 1re éd. 7 avril 2021)
- 4129. Dante (Carlo Ossola, 1re éd. 17 novembre 2021)
- 4130. Nelson Mandela (Fabrice d'Almeida, 1re éd. 2 mai 2018)
- 4131. Les 100 mots des bobos (Thomas Legrand, Laure Watrin 1re éd. 5 septembre 2018)
- 4132. Les 100 mots de la photographie (Pierre-Jean Amar, 1re éd. 9 janvier 2019)
- 4133. La mutualité (Thierry Beaudet, Luc Pierron 1re éd. 6 juin 2018)
- 4134. La décroissance (Serge Latouche, 1re éd. 6 février 2019)
- 4135. Les 100 mots du journalisme (François Dufour, 1re éd. 2018, 2e éd. 2023)
- 4136. La gouvernance d'entreprise (Pierre-Yves Gomez, 1re éd. 29 août 2018)
- 4137. Le métier d'avocat en France (Gérald Pandelon, 1re éd. 27 février 2019)
- 4138. Roland Barthes (Mathieu Messager, 1re éd. 19 juin 2019)
- 4139. Le crowdfunding (Cécile Palusinski, 1re éd. 21 novembre 2018)
- 4140. En préparation
- 4141. Blockchain et cryptomonnaies (Primavera De Filippi, 1re éd. 19 septembre 2018)
- 4142. L'antispécisme (Valéry Giroux, 1re éd. 10 juin 2020)
- 4143. Le droit civil (Frédéric Rouvière, 1re éd. 20 novembre 2019)
- 4144. Le droit chinois (Marie Goré, Ai-Qing Zheng 1re éd. 6 avril 2022)
- 4145. Histoire de l'anticléricalisme en France (Jacqueline Lalouette, 1re éd. 5 février 2020)
- 4146. Les droits de l'homme (Magali Lafourcade, 1re éd. 10 octobre 2018)
- 4147. Les paradis fiscaux (Pierre-Alexis Blevin, 1re éd. 10 avril 2019)
- 4148. La peste noire (Michel Signoli, 1re éd. 17 octobre 2018)
- 4149. L'Organisation monétaire européenne (Nathalie Deguen, Bruno Moschetto, 1re éd. 14 septembre 2022)
- 4150. Les 100 mots du droits constitutionnel (Benoît Montay, 1re éd. 18 nombre 2020)
- 4151. Le harcèlement sexuel (Muriel Salmona, 1re éd. 24 avril 2019, 2e éd. 2023)
- 4152. Le postcolonialisme (Nicolas Bancel, 1re éd. 9 octobre 2019)
- 4153. Palmyre (Patrick Michel, 1re éd. 4 mars 2020)
- 4154. Histoire des nombres (Grégory Chambon, 1re éd. 19 août 2020)
- 4155. Les 100 mots de Florence (Olympia Alberti, 1re éd. 12 juin 2019)
- 4156. La Belgique (Christian Vandermotten, 1re éd. 12 février 2020)
- 4157. La politique étrangère de la France (Maxime Lefebvre, 1re éd. 28 septembre 2019)
- 4158. Simone de Beauvoir (Éric Touya de Marenne, 1re éd. 6 mars 2019, 2e éd. 9 novembre 2022)
- 4159. En préparation
- 4160. L'Ancien Testament (Thomas Römer, 1re éd. 27 novembre 2019)
- 4161. Le populisme (Pascal Perrineau, 1re éd. 17 février 2021)
- 4162. Les 100 mots de New-York (Laure Watrin, 1re éd. 11 septembre 2019)
- 4163. PMA et GPA (Caroline Mecary, Serge Hefez, 1re éd. 8 mai 2019)
- 4164. Les politiques publiques (Laurie Boussaguet, 1re éd. 19 août 2020, 2e éd. 2025)
- 4165. L'art urbain (Nicolas Gzeley, Nicolas Laugero-Lasserre, Stéphanie Lemoine, Sophie Pujas, 1re éd. 2019, 2e éd. 2023)
- 4166. En préparation
- 4167. Le droit public (Benoît Plessix, 1re éd. 16 mars 2022)
- 4168. La Phyto-aromathérapie (Jean-Michel Morel, 1re éd. 9 décembre 2020)
- 4169. Histoire de la Grande-Bretagne (Jean-François Dunyach, 1re éd. 2021, 2e éd. 2023)
- 4170. Les enfants dys (Gabriel Wahl, Marie Wahl, 1re éd. 2020, 2e éd. 2023)
- 4171. Les 100 mots de l'astronomie (Jean Audouze, 1re éd. 8 janvier 2020)
- 4172. Les 100 mythes de l'Egypte ancienne (Hélène Bouillon, 1re éd. 2020, 2e éd. 2023)
- 4173. Les cités romaines (Ricardo Gonzàlez-Villaescusa, 1re éd. 7 juillet 2021)
- 4174. Les 100 mots de Rimbaud (René Guitton, 1re éd. 9 septembre 2020)
- 4175. Le suicide (Nathalie de Kernier, 1re éd. 9 décembre 2020, 2e éd. 2023)
- 4176. Les anagrammes (Pierre-Yves Testenoire, 1re éd. 10 février 2021)
- 4177. Géopolitique de l'Europe (Jean-Sylvestre Mongrenier, 1re éd. 7 octobre 2020, 2e éd. 18 janvier 2023)
- 4178. Le négationnisme en France (Valérie Igounet, 1re éd. 2020, 2e éd. 2024)
- 4179. Les années folles (Myriam Juan, 1re éd. 2021, 2e éd. 2024)
- 4180. L'Ancien Régime (Yves-Marie Bercé, 1re éd. 3 mars 2021)
- 4181. Les 100 mots de l'éloquence (Éric Cobast, 1re éd. 21 septembre 2019)
- 4182. Histoire intellectuelle de l'Europe (XIXe - XXe siècles) (François Chaubet, 1re éd. 5 février 2020)
- 4183. Le désir (Laurent Giassi, 1re éd. 19 juin 2019)
- 4184. En préparation
- 4185. L'Inquisition (Marie-France Schmidt, 1re éd. 3 novembre 2021)
- 4186. Le Sénat (Jean-Jacques Urvoas, 1re éd. 6 novembre 2019)
- 4187. Histoire de la lèpre (Jean Vitaux, 1re éd. 15  janvier 2020)
- 4188. Le néolithique (Anne Lehoërff, 1re éd. 2020, 2e éd. 2023)
- 4189. En préparation
- 4190. Les nanotechnologies (Jean-Michel Sallese, 1re éd. 6 avril 2022)
- 4191. La psychologie positive (Jérôme Palazzolo, 1re éd. 23 septembre 2020)
- 4192. Les 100 mots de la guerre (Frédéric Encel, 1re éd. 9 septembre 2020, 2e éd. 2023)
- 4193. Napoléon et le bonapartisme (Arthur Chevallier, 1re éd. 6 janvier 2021)
- 4194. En préparation
- 4195. Le ministère de la Culture (Alain Lombard, 1re éd. 7 octobre 2020)
- 4196. La psychomotricité (Françoise Giromini-Mercier, Suzanne Robert-Ouvray, Cécile Pavot-Lemoine, Anne Vachez-Gatecel 1re éd. 6 avril 2022)
- 4197. La sylvothérapie (Alix Cosquer, 1re éd. 19 mai 2021)
- 4198. L'Eugénisme (Pierre-André Taguieff, 1re éd. 26 août 2020)
- 4199. Les 100 mots du droit international (Denis Alland, 1re éd. 19 mai 2021)
- 4200. Histoire intellectuelle de la France (XIXe – XXe siècles) (François Chaubet, 1re éd. 3 février 2021)
- 4201. Les communs (Édouard Jourdain, 1re éd. 8 décembre 2021)
- 4202. Maître Eckhart (Élisabeth Boncour, 1re éd. 31 mars 2021)
- 4203. Les troubles obsessionnels compulsifs (TOC) (Anne-Hélène Clair, 1re éd. 30 juin 2021)
- 4204. Le Capitalisme (Pierre-Yves Gomez, 1re éd. 9 mars 2022)
- 4205. La médiation en entreprise (Valérie Ohannessian, 1re éd. 19 mai 2021)
- 4206. La thérapie d'acceptation et d'engagement (François Bourgognon, Claude Penet, Fabrice Midal, 1re éd. 2 juin 2021, 2e éd. 2023)
- 4207. Le siècle d'Auguste (Raphaël Doan, 1re éd. 6 octobre 2021)
- 4208. Histoire de l'Amazonie (Stéphen Rostain, 1re éd. 16 novembre 2022)
- 4209. L'Anthropocène (Michel Magny, 1re éd. 2021, 2e éd. 2024)
- 4210. L'OTAN (Amélie Zima, 1re éd. 2021, 2e éd. 2023)
- 4211. Les 100 mots du patrimoine (Guy Sallavuard, 1re éd. 12 mai 2021)
- 4212. Le nucléaire (Cédric Lewandowski, 1re éd. 2021, 2e éd. 2024)
- 4213. Histoire de l'alimentation (Jean-Pierre Williot, Gilles Fumey 1re éd. 13 octobre 2021)
- 4214. Les Startups en France (Philippe Englebert, Thibaud Hug de Larauze, 1re éd. 25 août 2021)
- 4215. Les 100 mots de Verlaine (Jean-Michel Maulpoix, 1re éd. 1 septembre 2021)
- 4216. Histoire de l'Écosse (Jean-François Dunyach, 1re éd. 14 juin 2023)
- 4217. La diplomatie culturelle (Alain Lombard, 1re éd. 15 juin 2022)
- 4218. Le souverainisme (Thomas Guénolé, 1re éd. 5 janvier 2022)
- 4219. Les 100 légendes de la mythologie japonaise (Alain Rocher, 1re éd. 5 janvier 2022)
- 4220. En préparation
- 4221. Histoire de la Censure en France (Laurent Martin, 1re éd. 21 septembre 2022)
- 4222. Les Extraterrestres (Renan Larue, Estiva Reus, 1re éd. 7 septembre 2022)
- 4223. Le protectionnisme (Jacques Sapir, 1re éd. 12 janvier 2022)
- 4224. Histoire de la Chine ancienne et impériale (Damien Chaussende, 1re éd. 16 mars 2022)
- 4225. En préparation
- 4226. L'Empire ottoman (Edhem Eldem, 1re éd. 1 décembre 2022)
- 4227. En préparation
- 4228. Histoire de la Réunion (Yvan Combeau, 1re éd. 24 août 2022)
- 4229. En préparation
- 4230. Histoire de la circoncision (Roland Tomb, 1re éd. 27 avril 2022)
- 4231. Les Violences sexistes et sexuelles (Charlotte Buisson, Jeanne Wetzels, 1re éd. 31 août 2022)
- 4232. Aristote (Pierre Pellegrin, 1re éd. 8 juin 2022)
- 4233. La littérature engagée (Sylvie Servoise, 1re éd. 2023)
- 4234. Géopolitique de l'Afrique (Sonia Le Gouriellec, 1re éd. 20 avril 2022)
- 4235. Les 100 mots du droit administratif (Benjamin Blaquière, 1re éd. 2024)
- 4236. L'emprise (Anne-Laure Buffet, 1re éd. 2023)
- 4237. En préparation
- 4238. Droits et libertés fondamentaux (Mustapha Afroukh, 1re éd. 7 juin 2023)
- 4239. L'assyriologie (Dominique Charpin, 1re éd. 26 avril 2023)
- 4240. En préparation
- 4241. L'industrie spatiale (Mathieu Luinaud, 1re éd. 2023)
- 4242. Le néolibéralisme (Bruno Amable, 1re éd. 12 juillet 2023)
- 4243. Kant et le kantisme (Alain Renaut, 1re éd. 13 septembre 2023)
- 4244. L'inceste (Laurent Barry, Françoise Zonabend, 1re éd. 13 septembre 2023)
- 4245. Le projet de vie (Nathalie de Kernin, Roland Gori, 1re éd. 28 juin 2023)
- 4246. Le Consentement (Joël Schmidt, 1re éd. 7 décembre 2022), Le Consentement (Maxence Christelle, 1re éd. 17 mai 2023)
- 4247. En préparation
- 4248. Proudhon (Édouard Jourdain, 1re éd. 13 septembre 2023)
- 4249. Jacques Derrida (Olivier Assouly, 1re éd. 13 septembre 2023)
- 4250. La légende des Niebelungen (Maxence Christelle, 1re éd. mai 2023)
- 4251. L'économie des territoires (Francis Aubert, 1re éd. 26 octobre 2022)
- 4252. La nature (Patrick Dupouey, 1re éd. 1er février 2023)
- 4253. Les 100 légendes de la mythologie indienne (Alexandre Astier (chercheur), 1re éd. 11 janvier 2023)
- 4254. La physique quantique (Dragi Karevski, 1re éd. 2024)
- 4255. En préparation
- 4256. L'anarchisme (Normand Baillargeon, 1re éd. 2024)
- 4257. Les Kurdes (Boris James, 1re éd. 25 octobre 2023)
- 4258. En préparation
- 4259. L'écologie profonde (Mathilde Ramadier, 1re éd. 2023)
- 4260. En préparation
- 4261. En préparation
- 4262. Les manuscrits de la mer Morte (David Hamidović, 1re éd. 16 août 2023)
- 4263. Le droit européen (Jean Paul Jacqué, 1re éd. 5 juillet 2023)
- 4264. Les Algorithmes (Aurélie Jean, 1re éd. 2024)
- 4265. Les think tanks (Marc Patard, 1re éd. 2025)
- 4266. Géopolitique de l'environnement (Adrien Estève, 1re éd. 2024)
- 4267. Les marxismes (Jean-Numa Ducange, 1re éd. 2025)
- 4268. La Justice climatique (Pierre André, Axel Gosseries, 1re éd. 2024)
- 4269. En préparation
- 4270. En préparation
- 4271. L'empathie (Serge Tisseron, 1re éd. 2024)
- 4272. La Banque de France (Étienne Keroyant et Florent Nicol, 1re éd. 2024)
- 4273. En préparation
- 4274. En préparation
- 4275. Les Politiques publiques du sport (Skander Karaa, 1re éd. 2024)
- 4276. Les Pères et la Paternité (Sébastien Dupont, 1re éd. 2024)
- 4277. La Cour internationale de justice (Raphaël Maurel, 1re éd. 2024)
- 4278. Les 100 mots de la Beat Generation (Jean-François Duval, 1re éd. 2024)
- 4279. L'agroécologie (Philippe Mauguin, Thierry Caquet, Christian Huyghe, 1re éd. 2024)
- 4280. Durkheim (Mathieu Béra, 1re éd. 2024)
- 4281. Le renseignement (Sébastien-Yves Laurent, 1re éd. 2024)
- 4282. La Géoingénierie (Xavier Landes, 1re éd. 2024)
- 4283. Karl Polanyi (Nicolas Postel, Richard Sobel, 1re éd. 2024)
- 4284. L'Union européenne (Beligh Nabli, 1re éd. 2024)
- 4285. Les 100 mots du marathon (Anaïs Brosseau, Cyril Petit, 1re éd. 2024)
- 4286. Histoire des Juifs de France (Jérémy Guedj, 1re éd. 2025)
- 4287. En préparation
- 4288. Les 100 mots de la finance durable (Gunther Capelle-Blancard 1re éd. 2024)
- 4289. En préparation
- 4290. En préparation
- 4291. Notre-Dame de Paris (Claude Gauvard 1re éd. 2024)
- 4292. Les 100 mots de l'euro (Etienne Keroyant 1re éd. 2024)
- 4293. En préparation
- 4294. En préparation
- 4295. En préparation
- 4296. En préparation
- 4297. En préparation
- 4298. En préparation
- 4299. En préparation
- 4300. En préparation
- 4301. En préparation
- 4302. La cyberviolence (Catherine Blaya, 1re éd. 28 mai 2025)
- 4303. En préparation
- 4304. En préparation
- 4305. En préparation
- 4306. En préparation
- 4307. En préparation
- 4308. En préparation
- 4309. La Nouvelle-Calédonie (Léonor Guilhem 1re éd. 2025)